# Geschichte der Sowjetunion
Die Geschichte der Sowjetunion beginnt mit der Oktoberrevolution der Bolschewiki im Jahr 1917 in Russland unter Führung von Wladimir Iljitsch Lenin und endet mit der Alma-Ata-Deklaration am 21. Dezember 1991 während der Amtszeit von Michail Gorbatschow. Die Sowjetunion stand unter der Herrschaft der kommunistischen Einheitspartei KPdSU. In der Zeit ihres Bestehens war die Sowjetunion flächenmäßig der größte Staat der Erde.

## Russische Revolutionen, Etablierung der Sowjetmacht

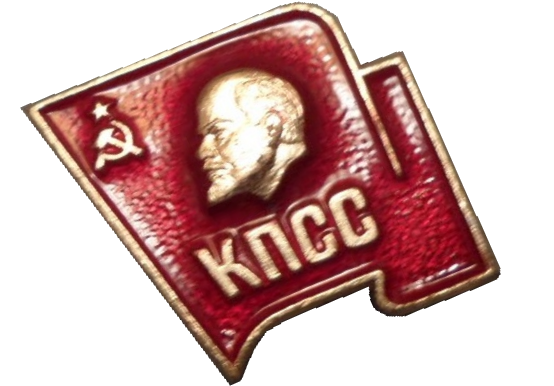
Parteiabzeichen der KPdSU

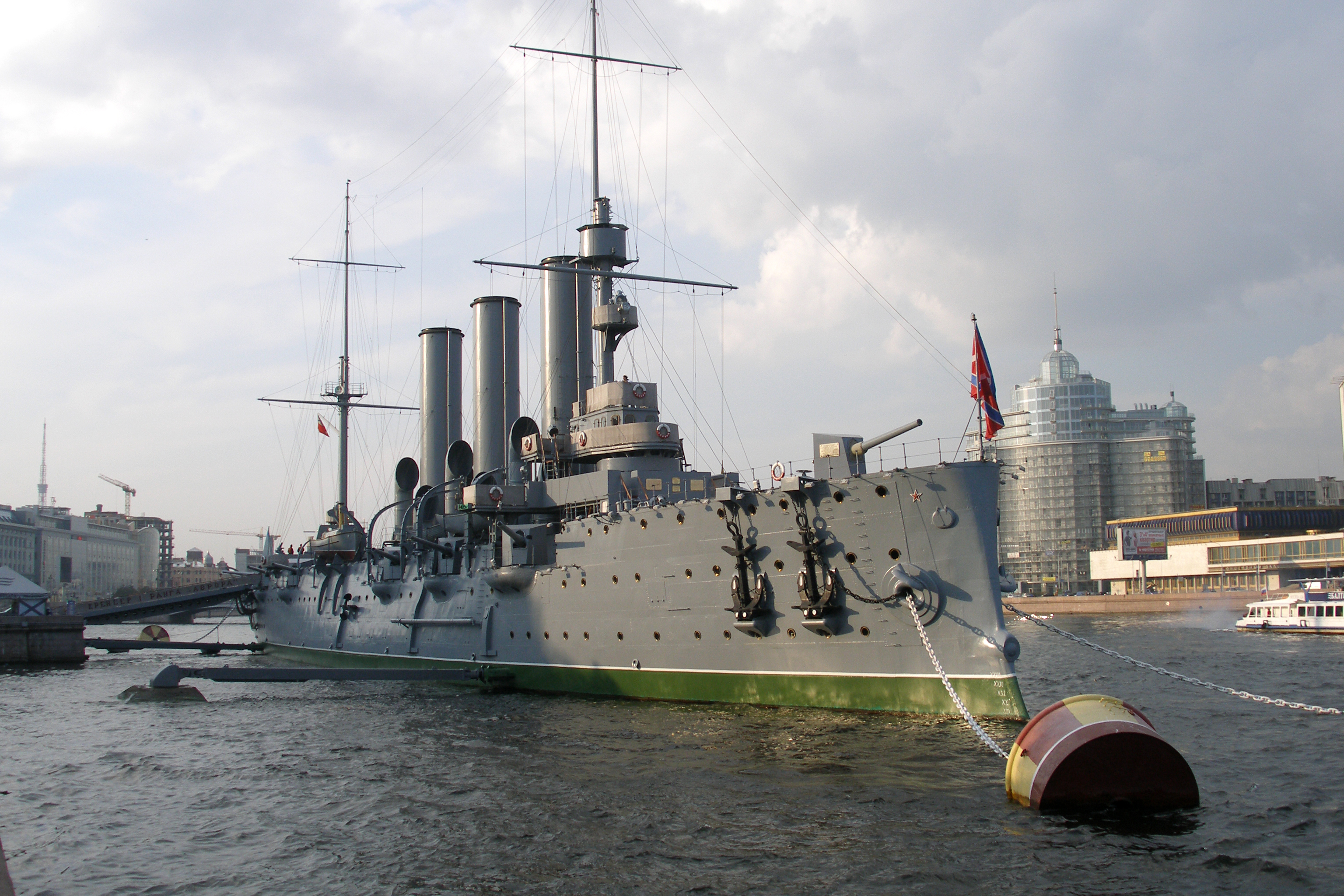
Ein Signalschuss der Aurora eröffnet 1917 die Oktoberrevolution.

Die revolutionären Unruhen von 1905 bis 1907 im zaristischen Russland richteten sich gegen die jahrhundertelange autokratische Zarenherrschaft. Mit den vom Kaiser Nikolaus II. eingeführten Staatsgrundgesetzen wurde die erste russische Revolution jedoch praktisch wirkungslos.
In der bürgerlich geprägten Februarrevolution von 1917 beendeten Arbeiteraufstände die etwa 300 Jahre andauernde russische Zarenherrschaft; Kaiser Nikolaus II. dankte ab und ging in die Verbannung nach Jekaterinburg. Bolschewiki ermordeten vom 13. Juni 1918 bis zum 29. Januar 1919 Mitglieder der Zarenfamilie, darunter in der Nacht auf den 17. Juli 1918 im Ipatjew-Haus in Jekaterinburg den Zaren, die Zarin, ihre fünf Kinder und vier weitere Menschen.
Die Provisorische Regierung unter Fürst Lwow hatte nur einige Monate Bestand. Es wurde eine doppelte Vertretung des Volkes vorgesehen. Diese bestand auf der einen Seite aus der Duma als Parlament. Auf der anderen Seite standen die Sowjets als Arbeiter- und Soldatenräte, die sich v. a. aus Sozialrevolutionären und Kommunisten zusammensetzten. Unter der Losung „Alle Macht den Sowjets“ wollten sie die Revolution weiterführen und die Bildung einer bürgerlichen parlamentarischen Demokratie verhindern.
Da sich Russland zu dieser Zeit im Krieg gegen das Deutsche Reich und Österreich-Ungarn (Erster Weltkrieg) befand, destabilisierte sich die innenpolitische Situation weiter. Die Versuche des Kriegsministers und späteren Vorsitzenden der Provisorischen Regierung, Alexander Kerenski, durch eine militärische Offensive gegen die Mittelmächte eine bessere Verhandlungsposition zu erreichen, scheiterten. Der unter Mithilfe des Deutschen Kaiserreiches aus dem Schweizer Exil zurückgekehrte Führer der Bolschewiki, Wladimir Iljitsch Lenin, forderte durch seine viel beachteten und populären Aprilthesen unter anderem die sofortige Beendigung des Krieges.
Mit dem militärischen Umsturz durch die Oktoberrevolution in der Nacht zum 25. Oktoberjul. / 7. November 1917greg. wurde die Provisorische Regierung von den marxistisch-kommunistischen Bolschewiki unter Wladimir Iljitsch Lenin gestürzt. Lenin proklamierte die Sozialistische Sowjetrepublik. Sie wurde von dem Politbüro der Kommunistischen Partei und dem Rat der Volkskommissare – dem Pendant zu einer bürgerlichen Regierung – unter seiner Führung geleitet. Die Duma wurde durch den Volksdeputiertenkongress ersetzt, der gegenüber der Parteiführung und den Räten jedoch machtlos war.
Das Politbüro war auf Grund der Stellung der Partei das mächtigste Gremium von Partei und Staat in der Sowjetunion. Es wurde durch Beschluss des VIII. Parteitages im März 1919 eingesetzt. Wichtigste Mitglieder waren in der Zeit bis zu Lenins Tod (Januar 1924) Lenin, Kamenew, Leo Trotzki, Krestinski (nur bis 1921), Stalin, Bucharin (ab 1920), Sinowjew (ab 1921), Rykow (ab 1922) und Tomski (ab 1922). 
Stalin initiierte den Großen Terror von 1936 bis 1938 und ließ alle sieben genannten Politbüromitglieder ermorden: sechs davon nach Schauprozessen und Trotzki 1940 in seinem Exil in Mexiko durch einen Agenten.
Wichtige Mitglieder der Regierung (Volkskommissare) unter Vorsitz von Lenin waren bis 1924: Trotzki (Äußeres, Verteidigung), Rykow (Inneres, Wirtschaft und Stellvertretender Vorsitzender), Dzierżyński (Inneres, Staatssicherheit, Tscheka), Krestinski (Finanzen) und Tschitscherin (Äußeres). Im Amt des Regierungschefs (Vorsitzender) folgte 1924 Rykow.

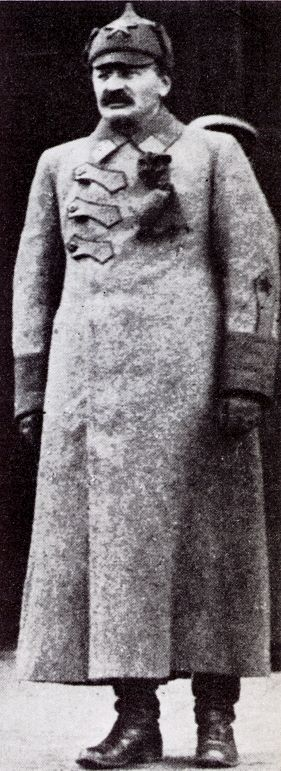
Leo Trotzki, Gründer der Roten Armee

Die Sozialdemokratische Arbeiterpartei Russlands (SdAPR) wurde 1918 nach der Oktoberrevolution zunächst in Kommunistische Partei Russlands (Bolschewiki) (KPR (B) bzw. RKP(b)) umbenannt, hieß ab 1925 Kommunistische Allunions-Partei (Bolschewiki) (WKP(b)) und ab 1952 Kommunistische Partei der Sowjetunion (KPdSU).
Die Rote Armee – zunächst Rote Arbeiter- und Bauernarmee – wurde durch einen Beschluss des Rates der Volkskommissare am 15. Januar 1918 (jul.) offiziell aufgestellt. Sie ging aus den im März 1917 zusammengestellten Verbänden der Roten Garde hervor. Leo Trotzki, Volkskommissar für Militärwesen von 1918 bis 1924, wird als Gründer der Roten Armee angesehen. Gründungstag wurde der 23. Februar 1918, der Tag als die ersten Soldaten rekrutiert wurden. Die Bezeichnung entstand während des russischen Bürgerkrieges, als die Gegner als Weiße Armee bezeichnet wurden.
Die Armee war anfänglich eine Freiwilligenarmee ohne Dienstgrade und ohne Rangabzeichen. Trotzki revidierte dieses jedoch bereits 1918. Erster Oberbefehlshaber war General Jukums Vācietis, dazu dienten viele Offiziere der Kaiserlich Russischen Armee auch in hohen Funktionen. Das anvisierte Ziel war die Aufstellung einer Armee von 700.000 Soldaten bis Ende 1918.
1919 wurde die Dienststellung eines Politkommissars bei den Kompanien oder Staffeln auf Befehl des Revolutionären Kriegsrates eingeführt. Politkommissare kamen aus den Reihen der Partei.

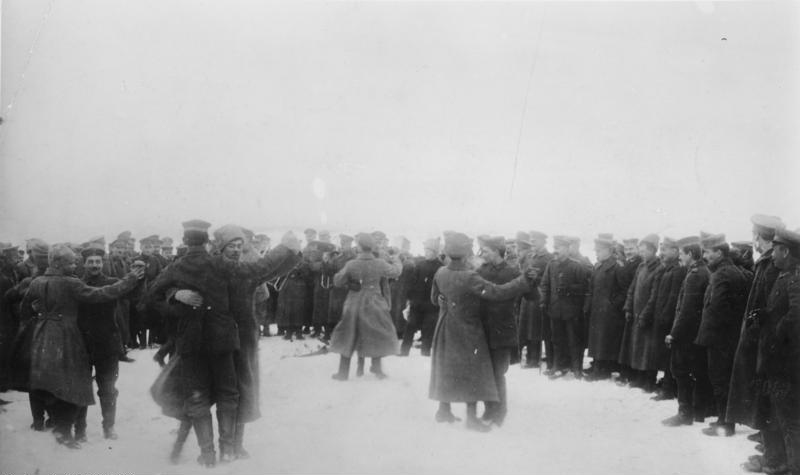
Verbrüderungsszene: russische und deutsche Soldaten feiern das Ende des Krieges an der Ostfront.

Der Friedensvertrag von Brest-Litowsk wurde gegen Ende des Ersten Weltkrieges als Separatfrieden russischerseits von Leo Trotzki ausgehandelt und am 3. März 1918 in der Stadt Brest unterzeichnet. Vertragspartner waren einerseits die Mittelmächte (Deutsches Reich, Österreich-Ungarn, Osmanisches Reich und Bulgarien) und andererseits Sowjetrussland. Der Vertrag hatte zwar erhebliche Nachteile für Sowjetrussland, aber die Bolschewiki konnten ihre noch schwache Macht im Inneren des Landes festigen. Er war die Voraussetzung für den Sieg im Russischen Bürgerkrieg.

## Bürgerkrieg
Nach der Oktoberrevolution entwickelte sich in ganz Russland ein Bürgerkrieg, der bis Ende 1920 andauerte. Mehrere Armeen bekämpften sich gegenseitig: die ukrainische Armee unter dem Kommando von Symon Petljura, der sich marodierende Bauernbanden anschlossen; die Rote Armee, in der ebenfalls zahlreiche ukrainische Einheiten vertreten waren; die Weiße Armee, die eine Konterrevolution anstrebte, mit zahlreichen Kosaken sowie unabhängige Einheiten wie beispielsweise die Machnowschtschina, begründet von Nestor Machno.
Auch fremde Mächte griffen in den Russischen Bürgerkrieg ein: Japan, Deutschland und eine Reihe weiterer Staaten unterstützten mit Waffen- und Materiallieferungen sowie Interventionstruppen die weißgardistischen Truppen gegen die Sowjets.
Die wichtigen Kriegsschauplätze waren in der Ukraine, im Dongebiet und Kubangebiet gegen die Don-Kosaken, in Bessarabien, in Sibirien gegen die Weiße Armee unter Admiral Koltschak, im Finnischen Bürgerkrieg und in den baltischen Staaten.
Nach einem langen und für das geschwächte Land verheerenden Bürgerkrieg wurden schließlich die Hauptkräfte des militärischen Widerstands unter den ehemaligen zaristischen Generälen Koltschak, Denikin und Judenitsch endgültig von den Sowjets besiegt. Nachdem Polen 1918 die staatliche Unabhängigkeit erlangt und in einem dreijährigen Krieg gegen Sowjetrussland weite Teile der heutigen Ukraine und Belaruss erobert hatte, erlangten auch die baltischen Staaten sowie Finnland durch den Bürgerkrieg die Unabhängigkeit.
Insgesamt fielen rund 770.000 Soldaten auf allen Seiten im Gefecht. Weitere rund 700.000 Kombattanten starben während des Krieges durch Seuchen. Zwischen 100.000 und 400.000 Zivilisten verloren durch Übergriffe sowohl der Roten, als auch der Weißen Armee ihr Leben. Dem Bürgerkrieg fielen durch Chaos, Kampf, Hungersnot (insbesondere die Hungersnot in Sowjetrussland 1921–1922) und Seuchen insgesamt rund acht Millionen Menschen zum Opfer.
Der Kronstädter Matrosenaufstand im Februar/März 1921 richtete sich gegen die Regierung Sowjetrusslands. Sein Motto war „Alle Macht den Sowjets – keine Macht der Partei“. Die von den Bolschewiki enttäuschten Matrosen verschanzten sich auf der Kotlin-Insel vor Petrograd. Sie konnten ihre Forderungen nicht durchsetzen und der Aufstand wurde niedergeschlagen.

Hammer und Sichel auf rotem Grund – Symbol Kommunistischer Parteien

Lenin, unbestrittener intellektueller Führer der Kommunistischen Partei Russlands (Bolschewiki) und strategischer Kopf der Revolution, formulierte die Leitlinien für den Aufbau eines kommunistischen Staates nach dem Übergang vom Kriegskommunismus – als Niederschlagung der Konterrevolution – zum Kommunismus. Mit seinem Dekret über den Boden übernahm er zu Beginn der Oktoberrevolution die Forderungen der Bauern zur Enteignung der adeligen Grundbesitzer. Er suchte den bereits bestehenden Begriff von der Diktatur des Proletariats in der Praxis zu verwirklichen, als Herrschaft der Arbeiterklasse unter Führung einer zentralistischen Kaderpartei. Lenin prägte die griffige Formel „Kommunismus ist Sowjetmacht plus Elektrifizierung des ganzen Landes“ und gab als das nächste strategische Ziel den schnellen Aufbau eines modernen Industriestaats aus.
Nach dem Bürgerkrieg gab die Kommunistische Partei ihre Absicht auf, alle kapitalistischen Staaten zu bekämpfen. Das Ziel der „Weltrevolution“ wurde bis zu einem Zeitpunkt des endgültigen Zusammenbruchs der kapitalistischen Wirtschaft verschoben.
Stalins Doktrin zum ‘Aufbau des Sozialismus in einem Lande’ – in der Sowjetunion, dem „Vaterland aller Werktätigen“ – hatte Vorrang. Die Kommunistische Internationale erhielt die Aufgabe, Sorge für die Unterordnung der anderen kommunistischen Parteien in der Welt zu tragen.

## Entstehung der Sowjetunion

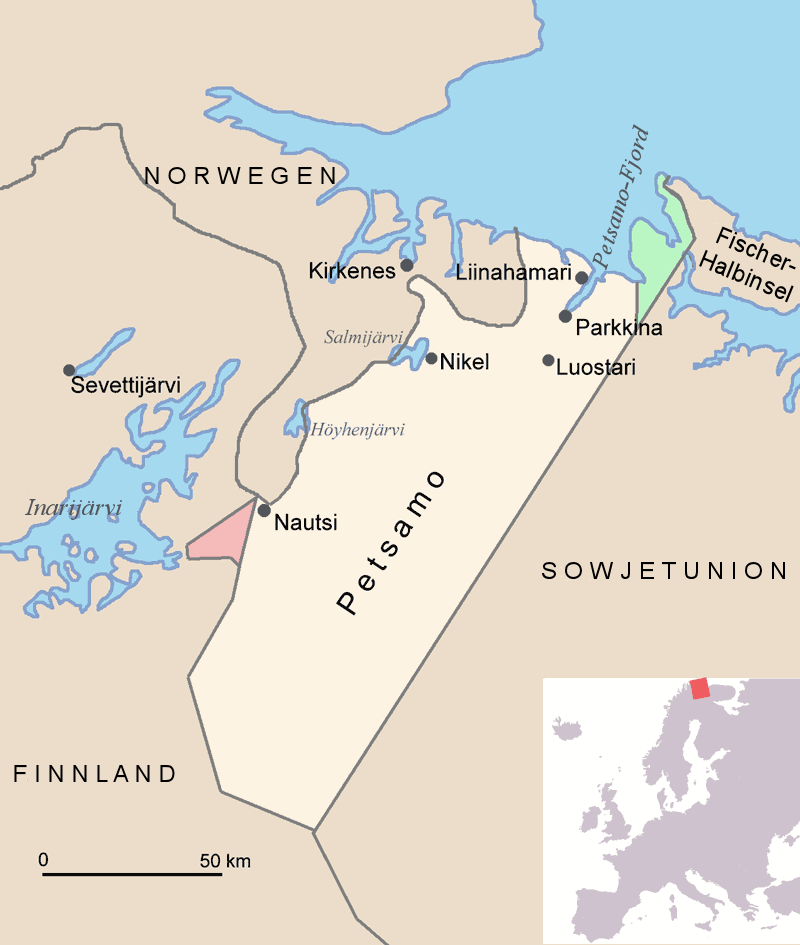
Petsamo in den Grenzen von 1920 bis 1944 (grün: 1940 abgetreten, rot: 1947 abgetreten)

Grenzen Lettlands und Estlands nach dem Frieden von Dorpat und dem Frieden von Riga (1921) sowie spätere Gebietsverluste

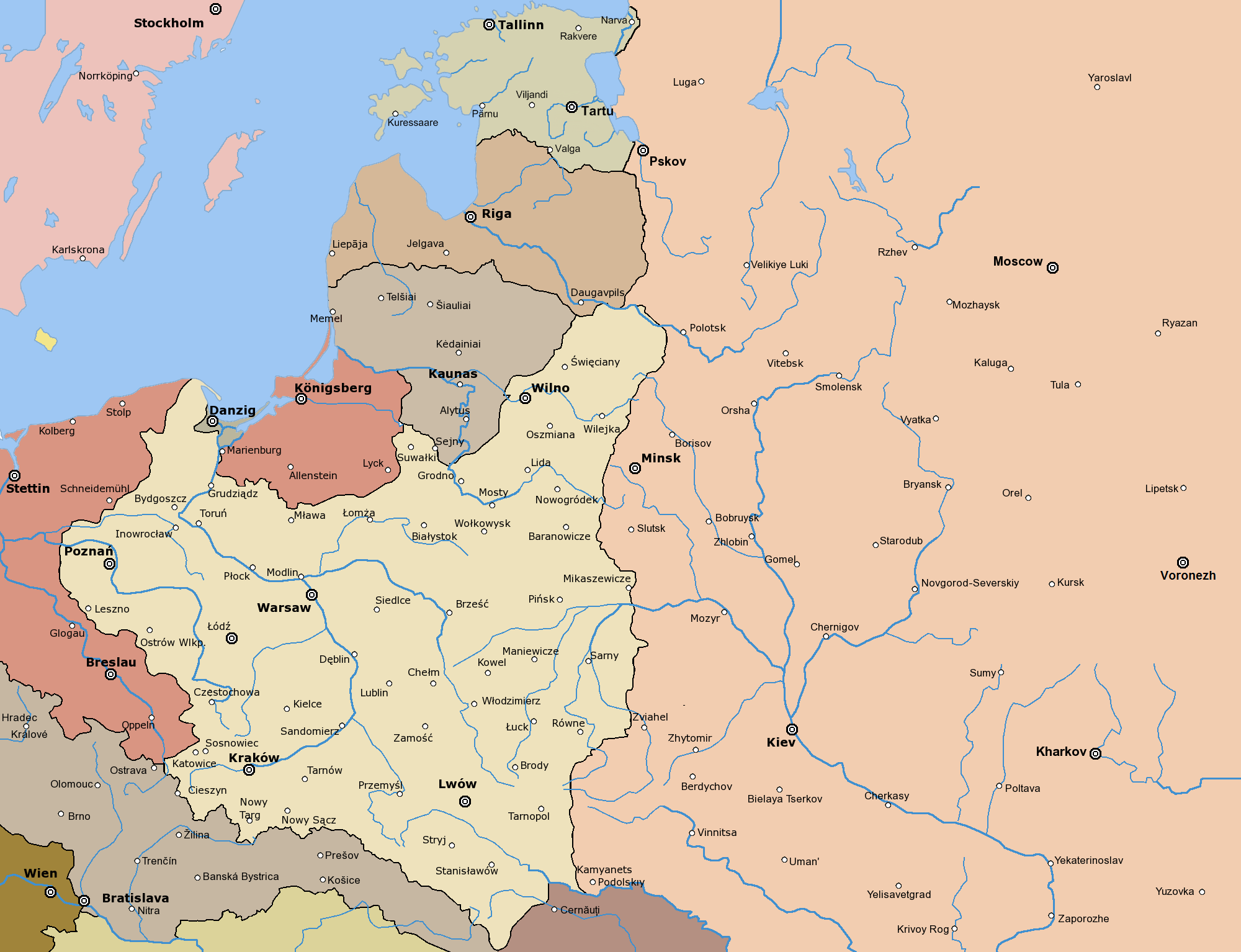
Polen nach dem Polnisch-Sowjetischen Krieg

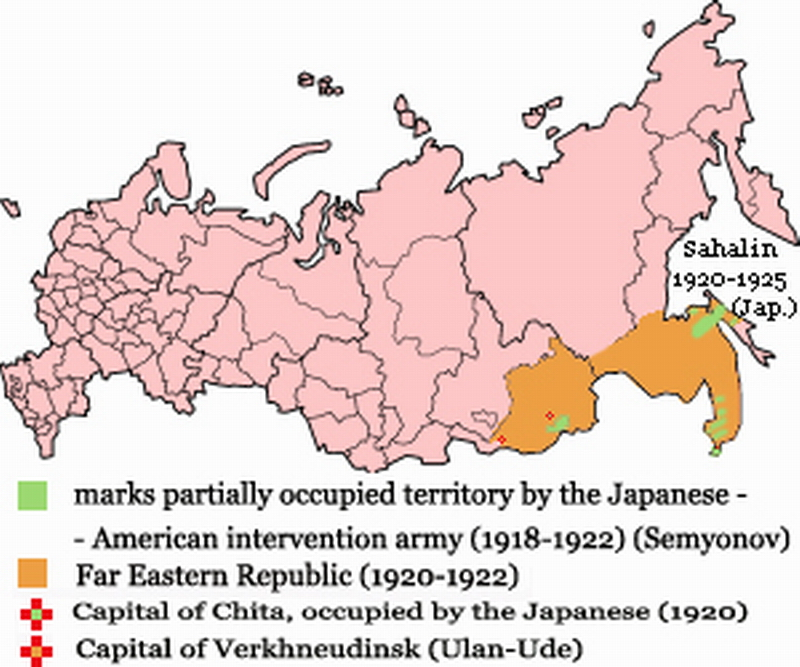
Fernöstliche Republik

### Grenzregelungen
Am 6. Dezember 1917 erklärte sich das russische Großherzogtum Finnland für unabhängig. Das bolschewistische Russland erkannte die Unabhängigkeit Finnlands im Januar 1918 an. Im Rahmen des Bürgerkrieges wollten im Ostfeldzug finnische Truppen auch erfolglos Ost-Karelien für ein Großfinnland erobern. Nach auch britischen Interventionen schlossen Russland und Finnland 1920 durch den Frieden von Dorpat einen Friedens- und Grenzvertrag. Finnland wurde zusätzlich das Gebiet Petsamo mit Zugang zum Nordmeer zugesprochen, welches 1944 wieder an die UdSSR abgetreten werden musste.
- Estland wurde am 24. Februar 1918 unabhängig. Als Teil des Estnisch-Russischen Vertrags wurden im Frieden von Dorpat die Unabhängigkeit Estlands und seine Grenzen anerkannt.
- Lettland erklärte am 18. November 1918 seine Unabhängigkeit, die schließlich im Friedensvertrag von Riga am 11. August 1920 von Russland anerkannt wurde.
- Litauen wurde am 16. Februar 1918 gegründet. Lediglich Polen annektierte 1922 nach dem Polnisch-Litauischen Krieg völkerrechtswidrig dauerhaft das Gebiet Mittellitauens.

Polen akzeptierte seine Ostgrenze nicht, die Curzon-Linie, die vom Obersten Rat der Alliierten Mächte festgelegt worden war, und griff den durch den Bürgerkrieg geschwächten Sowjetstaat an. Nach seinem Sieg im Polnisch-Sowjetischen Krieg unter Marschall Józef Piłsudski wurde im Frieden von Riga 1921 Polens Ostgrenze etwa 250 km östlich der Curzon-Linie festgelegt.
Im Vertrag von Kars (13. Oktober 1921) wurde der Grenzverlauf zwischen der Türkei und den Sowjetrepubliken Armenische SSR, Aserbaidschanische SSR und Georgische SSR geregelt. 1922 schlossen sich diese drei Sowjetrepubliken zur Transkaukasischen SFSR zusammen. Armenien hat sich am 21. September 1991 für unabhängig erklärt und den Vertrag von Kars für ungültig erklärt.
Die Gebiete des russischen Gouvernements von Bessarabien, die nach dem 8. Russisch-Türkischen Krieg 1812 und durch den Berliner Vertrag von 1878 an Russland gefallen waren, erklärten sich im Dezember 1917 als Moldauische Demokratische Republik für unabhängig und schlossen sich als Autonome Republik im April 1918 dem Königreich Rumänien an. Im Friedensvertrag von Versailles wurde dieses dann 1920 völkerrechtlich wirksam. Am 28. Juni 1940 besetzte die UdSSR diese Gebiete wieder.
Die Fernöstliche Republik vom Baikalsee bis zum Kamtschatka wurde 1920 als Pufferstaat gegen Japan gegründet. Nachdem die Rote Armee auch dieses Gebiet zurückeroberte, schloss sich das Gebiet im November 1922 wieder Russland und somit der Sowjetunion an. Nord-Sachalin blieb noch bis 1925 japanisch besetzt.

### Gründung der Sowjetunion
Die Revolution hatte schnell von Russland auf die umliegenden Länder der russischen Einflusssphäre übergegriffen. Auch dort waren starke kommunistische Kräfte – unterstützt von den russischen Bolschewiki – an die Macht gekommen und hatten Sozialistische Sowjetrepubliken (SSR) ausgerufen. Am 29. Dezember 1922 wurde der Vertrag über die Gründung der Union der Sozialistischen Sowjetrepubliken zwischen der Russischen Sozialistischen Föderativen Sowjetrepublik (RSFSR), der Ukrainischen Sozialistischen Sowjetrepublik (USSR), der Weißrussischen Sozialistischen Sowjetrepublik (BSSR) und der Transkaukasischen Sozialistischen Föderativen Sowjetrepublik unterschrieben und am folgenden Tag vom durch Vertreter der obersten Sowjets der Ukraine, Weißrusslands und der Transkaukasischen Föderation erweiterten Sowjetdeputiertenkongress der RSFSR gebilligt.
Die Hauptstadt, in der RSFSR bisher der Ausgangspunkt der Revolution Petrograd, wurde Moskau.
1924 erhielt die Sowjetunion ihre erste Verfassung, wobei das klassische Modell einer „Räterepublik“ die kommunistische Sowjetverfassung von 1917/18 war, während die späteren Verfassungen der UdSSR das Rätesystem immer mehr dem Parlamentarismus angeglichen haben.

### Die Sowjetrepubliken
Die Grenzen zwischen der Russischen und der Ukrainischen Sowjetrepublik fielen mit den in Volkszählungen ermittelten ethnischen Grenzen zusammen, auch wenn die Grenzziehung besonders im Donezbecken und in Südrussland schwierig war, weil die Städte russisch geprägt und die Dörfer gemischt ukrainisch und russisch besiedelt waren. Bei anderen Sowjetrepubliken, insbesondere im Kaukasus und Zentralasien, wurden die Grenzen willkürlich bestimmt und trennten ethnische Gruppen.
1924 wurden die russischen Kolonien Turkmenien und Usbekistan, 1929 Tadschikistan Sowjetrepubliken.

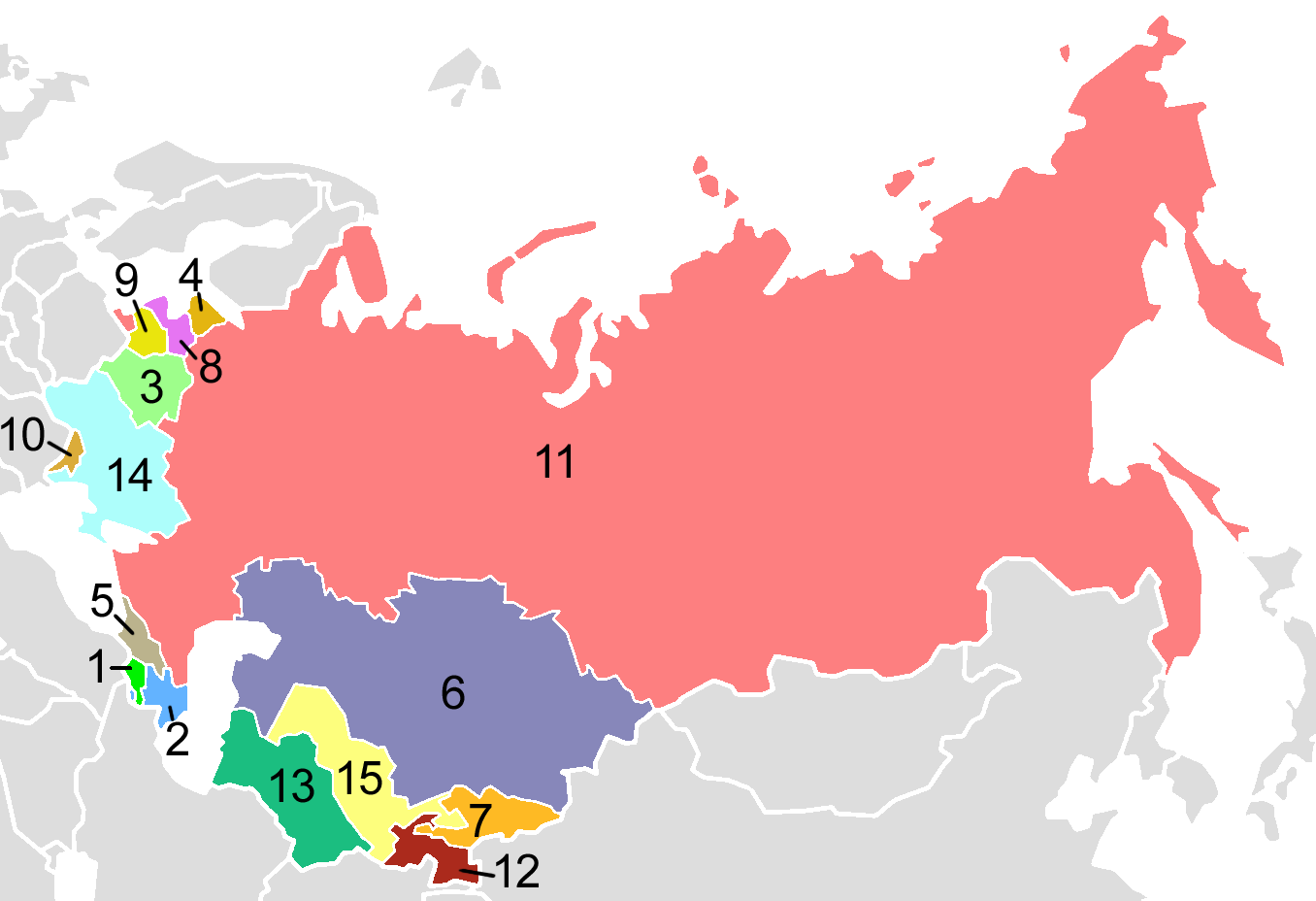
Die 15 Unionsrepubliken nach 1956

Am 5. Dezember 1936 wurde die Transkaukasische SFSR aufgelöst und ihre bisherigen Teilrepubliken (Armenien, Aserbaidschan und Georgien) wurden Unionsrepubliken in der UdSSR. Zeitgleich wurden am 5. Dezember 1936 die bisherigen Kirgisische autonome SSR und die Kasachische autonome SSR als Teil der Russischen SFSR zur Kirgisischen SSR und Kasachischen SSR, ebenfalls zu selbstständigen Unionsrepubliken.
1940 besetzte die Rote Armee auf Befehl von Machthaber Stalin die baltischen Republiken Estland, Lettland und Litauen sowie Moldawien und den finnischen Teil von Karelien, die als Estnische SSR, Lettische SSR, Litauische SSR, Moldauische SSR und Karelo-Finnische SSR Unionsstaaten wurden.
Karelien verlor jedoch 1956 seinen Status als Unionsrepublik und wurde als Autonome SSR Karelien wieder in die Russische Sozialistische Föderative Sowjetrepublik eingegliedert.

### Neue Ökonomische Politik (NEP)
Die Neue Ökonomische Politik wurde durch Lenin im März 1921 auf dem X. Parteitag der Russischen Kommunistischen Partei verkündet. Sie löste die Wirtschaftspolitik des Kriegskommunismus ab und stellte einen Versuch dar, durch die Unterstützung der Privatinitiative in der Landwirtschaft die Produktivität der Bauern zu verbessern. Den Bauern wurde gestattet, die Produkte, die ihnen über das Ablieferungssoll hinaus verblieben, im freien Handel mit Preisen des freien Marktes zu veräußern. Die Periode der NEP endete schon 1927 mit dem XV. Parteitag der KPdSU.

### Förderung nationaler Revolutionen in der Dritten Welt
Die Sowjetunion legte seit ihrem Bestehen sehr viel Wert darauf, den Oktober 1917, als Versprechen auf Gleichberechtigung und Selbstbestimmung der Völker und als Unterpfand für Modernisierung und sozialen und wirtschaftlichen Aufstieg zur Befreiung vom Kolonialismus in der Dritten Welt zu propagieren. Die Komintern versammelte auf ihren Konferenzen in den 1920er und 1930er, z. B. dem Kongress der Völker des Ostens von 1920, der zum »Heiligen Krieg« gegen die Kolonialmacht Großbritannien aufrief, Delegierte aus aller Welt. Sowjetische politische und gesellschaftliche Emissäre bereisten den ganzen Globus, umgekehrt empfing die UdSSR bis 1991 unzählige Gesandte aus Afrika, Asien und Lateinamerika. Ausländischen Studenten, wie z. B. Hồ Chí Minh, wurden an sowjetischen Universitäten, wie der Kommunistische Universität der Werktätigen des Ostens, ideologisch-theoretische Grundlagen des Marxismus-Leninismus beigebracht und zu Multiplikatoren der Lehren des Russischen Oktobers gemacht. Verschiedene Forschungsinstitutionen beschäftigten sich intensiv mit Traditionen, Sprachen und Prozessen der Dritten Welt. Die sowjetische Wissenschaft und Politik boten den Unabhängigkeitsbewegungen und den neuen Staaten Entwicklungsmodelle an, vom revolutionären Aufstand bis zum friedlichen »nichtkapitalistischen Weg«.

## Beginn der Stalin-Ära 1922 bis 1930

### 1922 Generalsekretär Stalin, 1924 Lenins Tod
Der gesundheitlich angeschlagene Lenin erkrankte, von Schlaganfällen gezeichnet, 1922 ernsthaft und musste sich weitgehend aus der operativen Leitungstätigkeit zurückziehen. Seine vom Krankenbett aus erteilten Ratschläge und Weisungen wurden jedoch noch bis 1923 weitgehend von den Spitzenfunktionären befolgt. Mit Sorge betrachtete er die einsetzenden Kämpfe zwischen Stalinisten und Trotzkisten um seine Nachfolge.
Josef Stalin war am 3. April 1922 zum Generalsekretär der Partei aufgerückt und hatte praktisch unbemerkt von der Funktionärsspitze ein Netzwerk ihm ergebener Gefolgsleute aufgebaut, das ihm die Herrschaft über den Parteiapparat sicherte. In dieser Funktion gelang es ihm, den kranken Lenin fast vollkommen von der Partei zu isolieren. Er kontrollierte den Zugang zum Parteiführer und dessen Korrespondenz. So konnte Lenins Brief mit der eindringlichen Warnung und Forderung an die Partei, Stalin als Generalsekretär abzulösen (in der Geschichtsforschung ist dieses Dokument auch als „Lenins politisches Testament“ bekannt), seine Adressaten nicht rechtzeitig erreichen. Der todkranke Lenin sprach sich gegen einen „Führer“ Stalin aus, da er diesen für ungeeignet hielt.

### Rapallo, Berlin und Litwinow-Protokoll

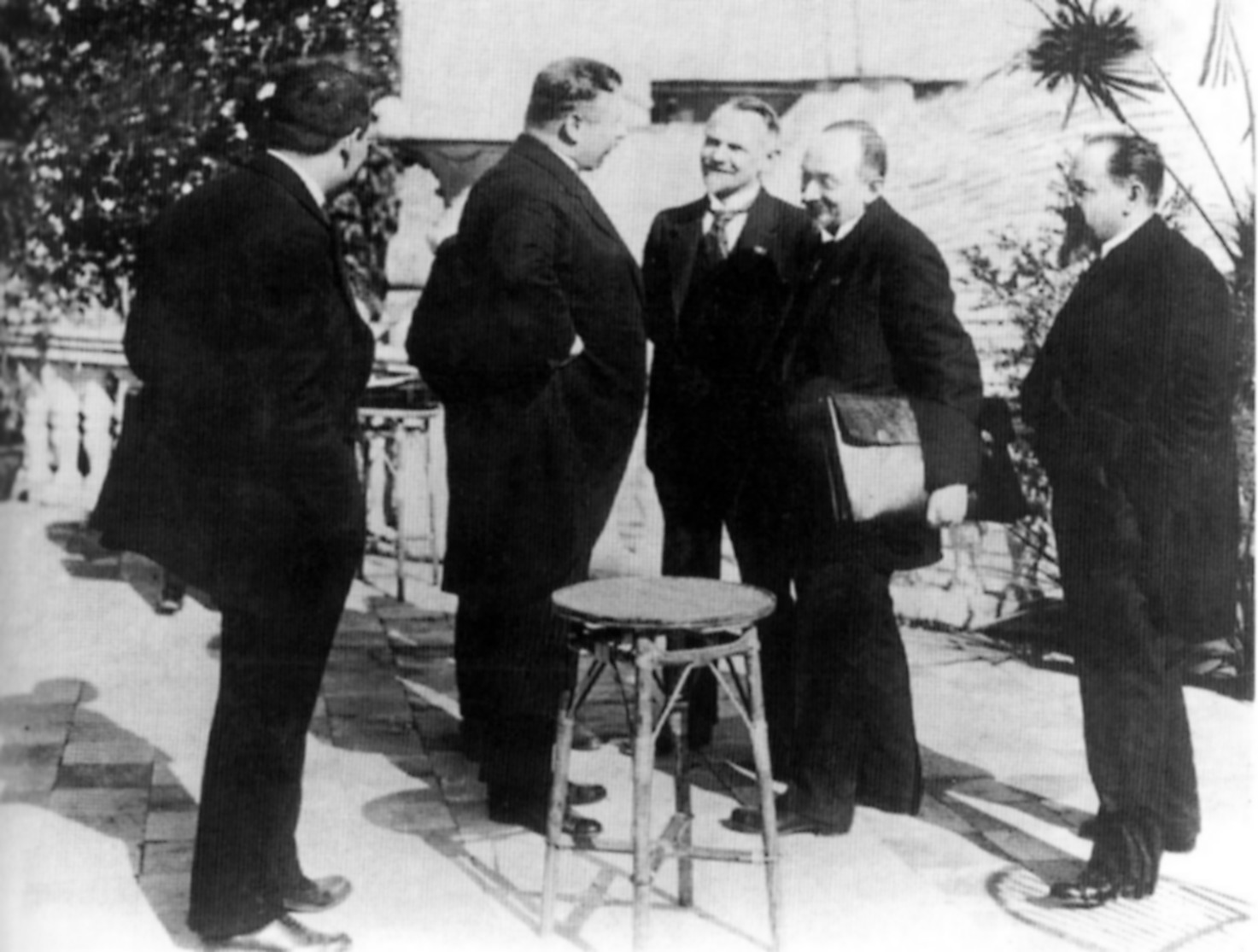
Rapallo: Reichskanzler Joseph Wirth (2.v.l.), Außenkommissar Georgi Wassiljewitsch Tschitscherin (2.v.r.)

Der Vertrag von Rapallo wurde am 16. April 1922 zwischen dem Deutschen Reich und der Russischen Sozialistischen Föderativen Sowjetrepublik geschlossen, er wurde unterzeichnet von den Außenministern des Deutschen Reiches Walther Rathenau und der Sowjetunion Georgi Tschitscherin. Der Vertrag normalisierte die diplomatischen und wirtschaftlichen Beziehungen der beiden Staaten, die mit ihm ihre internationale Isolation durchbrechen wollten. Beide Staaten verzichteten auf Reparationen für Kriegsschäden. Zudem wurde eine militärische Zusammenarbeit zwischen Deutschland und der Sowjetunion festgelegt, worauf 1925 in Lipezk eine geheime Fliegerschule der Reichswehr errichtet wurde, die bis September 1933 betrieben wurde.
Die USA waren nach dem Ersten Weltkrieg zum Finanzzentrum der Welt geworden und versuchten in den Zwanziger Jahren und 1931/32 eine weltweite Finanzblockade gegen die Sowjetunion zu formieren. Das State Departement hoffte eine Anleihesperre würde der Sowjetregierung die Unterstützung der dadurch verarmenden Bevölkerung entziehen. Diese westliche Einheitsfront kam jedoch nicht zu Stande da u. a. Deutschland mit dem Rapallo-Vertrag die amerikanische Kreditsperre durchbrach. 1931 erfolgte ein deutscher Kredit von 300-Millionen Reichsmark im Pjatakov-Abkommen.
Der Berliner Vertrag war ein am 24. April 1926 zwischen der Weimarer Republik und der UdSSR geschlossener Freundschaftsvertrag. Er war die Fortsetzung des Vertrages von Rapallo zur weiteren Verbesserung der Zusammenarbeit auch nach den Verträgen von Locarno mit dem Westen. Der Vertrag enthielt Vereinbarungen über den Handel und über die bestehende militärische Zusammenarbeit von Reichswehr und Roter Armee.
Zur Gewährleistung der kollektiven Sicherheit in Europa unterzeichneten 51 Staaten 1928/29 den Briand-Kellogg-Pakt zur Ächtung des Krieges.
Eine Initiative des sowjetischen Außenkommissars Litwinow führte zum vorfristigen Inkraftsetzen des Paktes in der Sowjetunion und anderen osteuropäischen Staaten durch das Litwinow-Protokoll vom 9. Februar 1929.
In China wurde die von Moskau gesteuerte Kommunistische Partei Chinas (KPCh) von der nationalrevolutionären Kuomintangbewegung unter dem in Moskau ausgebildeten Tschiang Kai-schek 1927 zunächst völlig aufgerieben. Nach dem Sowjetisch-chinesischen Grenzkrieg 1929 arrangierte sich die UdSSR mit der Kuomintang, um das japanische Vordringen in der Mandschurei zu bekämpfen. Das hinderte die Sowjetunion jedoch nicht, sich mit den Japanern über die Transsibirische Eisenbahn und über den Verkauf der ostchinesischen Eisenbahn an Mandschukuo zu verständigen.

### Stalins Machtfestigung 1924 bis 1930
Lenins Tod am 21. Januar 1924 führte zu einem erbitterten Nachfolgekampf, in dem sich Partei-Generalsekretär Stalin gegen Trotzki durchsetzte. Stalin festigte seine Macht durch gezielten Terror von 1925 bis 1928 gegen seine Widersacher sowie jeden, der im Verdacht stand, mit ihnen zu sympathisieren. Im mächtigen Politbüro der Partei war Ende 1930 der Machtwechsel vollzogen.

## Zwangskollektivierung und Terror bis 1940
Nachdem Josef Stalin bis Ende 1930 seine politische Macht gesichert hatte, begann die Phase der zunehmenden politischen Isolierung seiner früheren und potenziellen Gegner.
Im Politbüro befanden sich Ende 1939 nur noch die in jeder Hinsicht ergebenen Anhänger Stalins: Molotow, Kalinin, Woroschilow, Kaganowitsch, Andrejew, Mikojan, Schdanow und aus der Ukraine Nikita Chruschtschow. Stalin war nun unumschränkter Diktator, der andere Gremien nur noch der Form halber konsultierte.
Regierungschef war von Dezember 1930 bis Mai 1941 Molotow; Außenkommissar war Litwinow (Juli 1930 bis Mai 1939). Als Verteidigungskommissar fungierte weiterhin Woroschilow. Im Bereich Inneres und Sicherheit fanden mehrere Wechsel statt: Genrich Jagoda (1934–1936), Jeschow (1936–1937) und schließlich Beria (ab 1938) waren die Leiter des NKWD, dem zentralen Organ innenpolitischer Macht- und Gewaltausübung. Der Gosplan – zuständig für die zentrale Planung des Wirtschaftslebens – wurde ab Januar 1938 von Wosnessenski geleitet.
Ab 1928 wurde die staatliche Wirtschaft Fünfjahresplänen unterworfen; die Industrialisierung und die Infrastruktur wurden speziell im asiatischen Teil der Sowjetunion vorangetrieben. Die Schaffung des Fünfjahresplanes unterstand dem Komitee für die Wirtschaftsplanung Gosplan. Die Vorsitzenden von Gosplan waren Mitglieder der jeweiligen Regierung der UdSSR.
Ebenfalls Ende der 1920er Jahre begann eine radikale Neuorganisation der Landwirtschaft. An die Stelle der traditionellen Obschtschina sollte der Dorfsowjet treten, der in engem Verbund mit den neuen sozialistischen Großbetrieben, seien es Kolchosen oder Sowchosen, die dörfliche Sozialstruktur auf den Kopf stellte. Dabei schreckten die Bolschewiki nicht vor dem Einsatz von ökonomischer, physischer und psychischer Gewalt zurück. Die Zwangskollektivierung ging im Zuge der „Großen Wende“ einher mit der forcierten Industrialisierung der Sowjetunion. Die genauen Motive der Kollektivierung sind in der Wissenschaft umstritten.
Ein Auslöser für die Zwangskollektivierung waren die Schwierigkeiten der staatlichen Aufkäufer, im Winter 1927/28 den Getreidebedarf durch eine Beschaffungskampagne zu decken. Die gegenüber den Bauern auf Kompromiss orientierende Neue Ökonomische Politik wurde ersetzt durch eine Politik der verschärften Zwangsrequirierungen („außerordentliche Maßnahmen“), die zusätzliches Getreide in die staatlichen Vorratslager bringen sollten. Dabei wurde auch der fortan berüchtigte Artikel 107 des Strafgesetzbuches der RSFSR herangezogen, der der Bekämpfung der Spekulation dienen sollte.
Mit Zwang und Gewalt wurden zwischen Juni 1928 und Juli 1932 mehr als 61 % der Bauernwirtschaften in Kolchosen überführt. An der unteren Wolga und im Nordkaukasus wurde bis Anfang der 1930er Jahre eine nahezu vollständige Kollektivierung durchgesetzt. Hauptleidtragende dieser Entwicklung waren die sogenannten Mittelbauern, die zu den Kulaken gezählt und diffamiert wurden. Wegen ihres tatsächlichen oder angeblichen Widerstandes gegen die Zwangspolitik wurden sie von den sowjetischen Machthabern mit äußerster Härte verfolgt. Oftmals genügte die Anschuldigung, Kulak zu sein, um deportiert zu werden. Die Entkulakisierung flankierte die Kollektivierung; dabei kamen rund 530.000 bis 600.000 Menschen um. Die Landwirtschaft der UdSSR brach infolge von Kollektivierung und Entkulakisierung zusammen. Dies war die zentrale Ursache für die Hungersnot in der Sowjetunion in den 1930er Jahren, eine epochale Hungerkatastrophe, zu der auch der Holodomor in der Ukraine und die Hungersnot in Kasachstan von 1930–33 gehörten.
Seit 1935 eskalierte Stalin die Verfolgungen und Deportationen von Bürgern, die dem System scheinbar oder tatsächlich im Wege standen. Die Stalinschen Säuberungen hatten bereits in den 1920er Jahren begonnen und kulminierten im „Großen Terror“ von 1936 bis 1938, der sich systematisch gegen Menschen richtete, die angeblich gegen Stalin konspirierten. Zu den Säuberungsaktionen gehörten auch Schauprozesse wie z. B. die Moskauer Prozesse, bei denen Geständnisse unter Folter erpresst wurden. Etwa eine Million Hinrichtungen fanden nach Schätzungen alleine in den Jahren 1937 und 1938 statt.
Es wurden ganze Völker der Sowjetunion, ethnische Minderheiten, in Arbeitslager (Gulag) deportiert. „Kulaken“, Priester und Mönche, kirchliche Laien, Großteile der militärischen Führungsspitze, führende Mitglieder der KPdSU und selbst Angehörige der Opfer wurden verurteilt, deportiert und ermordet. Schätzungen gehen davon aus, dass zeitweise bis zu 2,5 Millionen Menschen inhaftiert waren und es über eine Million Todesopfer in den Lagern des so genannten Gulag gab.
1936 wurde inmitten dieser Periode des Terrors eine demokratische und human erscheinende Verfassung erarbeitet, die sogenannte Stalin-Verfassung. Die Regierung entzog sich jedoch weitgehend den verfassungsrechtlichen Regeln.
Die Bemühungen der Sowjetunion, durch Rapallo und Briand-Kellogg-Pakt die Sicherheitspolitik zu gestalten, wurden in den 1930er Jahren von Außenkommissar Litwinow fortgesetzt. 1934 führte das gegen die UdSSR gerichtete deutsch-polnische Nichtangriffsabkommen zu einem Wechsel in der Außenpolitik. Die faschistische Bedrohung zwang die Sowjetunion zur Anpassung. Die UdSSR wurde 1934 Mitglied im Völkerbund. Die Vereinigten Staaten (1933), Rumänien und die Tschechoslowakei (1934) erkannten die UdSSR an. Zweiseitige Nichtangriffsverträge wurden mit Polen, Estland, Lettland und Finnland geschlossen und Beistandsabkommen mit Frankreich und der Tschechoslowakei (1935). Im Spanischen Bürgerkrieg (1936–1939) war die Sowjetunion (neben Mexiko) der einzige nennenswerte Bündnispartner für die Zweite Spanische Republik. In den Internationalen Brigaden kämpften sowjetische Freiwillige an der Seite von Franzosen und anderen Ausländern gegen die Franquisten.
Auf den Umbruch 1938/39 mit dem Anschluss Österreichs an Deutschland, dem Münchner Abkommen 1938 und der faktischen Annexion Tschechiens im März 1939, dem Krieg Japans gegen China, dem Stahlpakt Deutschland/Italien, dem drohenden Dreimächtepakt Deutschland/Italien/Japan und der Zusammenarbeit von Deutschland mit Ungarn, Rumänien und Bulgarien reagierte die Führung der Sowjetunion mit einer radikalen Kehrtwende in der Sicherheitspolitik.

## Zweiter Weltkrieg

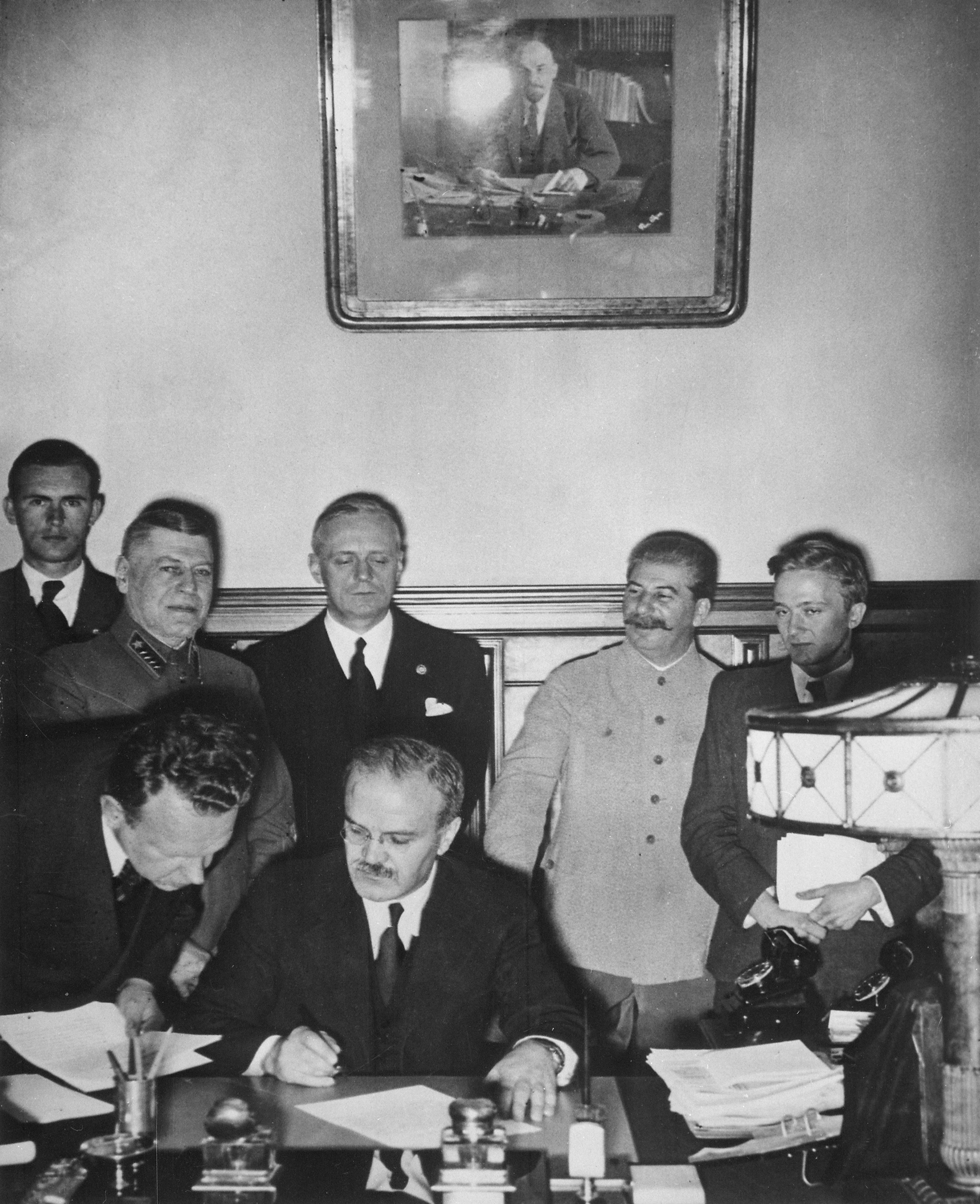
Molotow unterzeichnet den Deutsch-Sowjetischen Grenz- und Freundschaftsvertrag
Stehend: Ribbentrop und Stalin

### Deutsch-sowjetischer Nichtangriffspakt und seine Folgen
Am 3. Mai 1939 wurde der bisherige Außenminister Maxim Maximowitsch Litwinow – als Jude Zielscheibe fortgesetzter deutscher Angriffe – abgelöst, und der Vorsitzende des Rats der Volkskommissare (Ministerpräsident) Wjatscheslaw Michailowitsch Molotow übernahm zusätzlich die Aufgaben der Außenpolitik. Hiermit wurde ein genereller Kurswechsel der Sicherheitspolitik der Sowjetunion eingeleitet.
Als unmittelbaren Vorboten zum Zweiten Weltkrieg unterzeichneten am 24. August 1939 die Außenminister Molotow für die Sowjetunion und Joachim von Ribbentrop für das Deutsche Reich den Hitler-Stalin-Pakt. In dem geheimen Zusatzprotokoll – die UdSSR hat dieses bis 1988 geleugnet – wurden gegenseitige Interessensphären in Polen und Rumänien sowie, als Einflusszonen der Sowjetunion, für Estland, Lettland und Litauen zwischen den Vertragspartnern vereinbart.
Am 1. September 1939 begann Deutschland den Überfall auf Polen. Während des Überfalls auf Polen erfolgte am 17. September 1939 die Sowjetische Besetzung Ostpolens durch die Rote Armee. Gemäß dem Nichtangriffspakt trafen sich deutsche und sowjetische Truppen an der beiderseits vereinbarten Curzon-Linie. Am 6. Oktober kapitulierten die letzten polnischen Truppen. Als eine Folge des Überfalls auf Polen ermordeten im Jahr 1940 Einheiten des sowjetischen NKWD im Massaker von Katyn zehntausende polnische Kriegsgefangene.
Am 30. November 1939 begann die Sowjetunion mit dem Überfall auf Finnland den Winterkrieg. Die Sowjetunion wurde daraufhin aus dem Völkerbund ausgeschlossen. Ein kriegerischer Konflikt mit den Westmächten konnte gerade noch verhindert werden. In der Schlacht von Kollaa konnte Finnland vom Dezember 1939 bis zum März 1940 erfolgreich Widerstand leisten, bis die sowjetischen Truppen dann die Stellungen der Finnen durchbrachen. Am 13. März 1940 beendeten die Parteien den Krieg mit dem Frieden von Moskau. Finnland blieb selbstständig, musste aber kleinere Teile seines Staatsgebietes an die Sowjetunion abtreten. Zusammen mit dem schon russischen Gebiet in Karelien wurde die Karelo-Finnische Sozialistische Sowjetrepublik errichtet. Die drei baltischen Staaten in der sowjetischen Einflusszone büßten schnell – zwischen dem 15. und 17. Juni 1940 – ihre Selbstständigkeit ein. Sie wurden im Juli 1940 als Sowjetrepubliken Teil der UdSSR.
Rumänien trat nach einem Ultimatum der Sowjetunion vom 26. Juni 1940 und anschließender militärischer Besetzung nicht nur Bessarabien (heute Republik Moldau und Ukraine), sondern auch die Nordbukowina ab.
Am 12/13. September 1940 besuchte Außenkommissar Molotow Berlin und versuchte die sowjetische Einflusszone auf den Balkan auszudehnen. Adolf Hitler lehnte dies jedoch ab. Die im Nichtangriffspakt vereinbarten gegenseitigen Lieferungen von Maschinen sowie Getreide wurden dabei präzisiert. Bis zum 22. Juni 1941 erfolgten diese Lieferungen.
Für den Fall eines deutschen Angriffs auf die Sowjetunion schloss diese für fünf Jahre mit dem Kaiserreich Japan am 13. April 1941 den Japanisch-Sowjetischen Neutralitätspakt.

### „Großer Vaterländischer Krieg“
Der Krieg gegen die Sowjetunion war aus der Sicht der nationalsozialistischen Führung nicht nur ein Eroberungskrieg auf der Suche nach „Lebensraum im Osten“, sondern ebenso ein Vernichtungskrieg gegen die Bevölkerung. Für die nationalsozialistischen Ideologen waren Russen, Ukrainer, Belarussen usw. „slawische Untermenschen“. NS-Führer wie etwa Alfred Rosenberg oder Heinrich Himmler hatten Pläne ausgearbeitet, wie das eroberte sowjetische Gebiet verwaltet und ausgebeutet werden sollte. Der Generalplan Ost und das Programm Heinrich beabsichtigten die Dezimierung der slawischen Völker um 30 Millionen, die Aussiedlung eines großen Bevölkerungsteils nach Sibirien, die Unterdrückung der Übrigen sowie die wirtschaftliche Ausbeutung des Landes und mit der Abschöpfung der Getreideerträge bewusst auch den Hungertod von Millionen (→ Hungerplan).
Die Sowjetunion hatte hingegen einen Verteidigungskrieg zu führen. Aus sowjetischer Sicht begann am 22. Juni 1941 mit dem deutschen Überfall auf die UdSSR der sogenannte Große Vaterländische Krieg. Ein Staatliches Verteidigungskomitee der UdSSR unter Vorsitz von Stalin wurde eingerichtet. Anfänglich erzielte die deutsche Wehrmacht große Erfolge; Belarus wurde innerhalb weniger Wochen erobert. Die Wehrmacht wurde in einigen Regionen von der Zivilbevölkerung teilweise freundlich begrüßt, weil sie sich die Befreiung von der kommunistischen Herrschaft erhoffte. Diese Hoffnungen wurden allerdings bald zunichtegemacht, denn das NS-Regime installierte eine Zivilverwaltung (siehe Reichsministerium für die besetzten Ostgebiete sowie Hinrich Lohse und Erich Koch), die die Bevölkerung rücksichtslos unterwarf.
Einen Monat nach dem Angriff des Deutschen Reichs auf die Sowjetunion überfielen am 24. August 1941 die Sowjetunion und Großbritannien den neutralen Iran. Die Sowjetunion besetzte den Norden, Großbritannien den Süden des Landes.

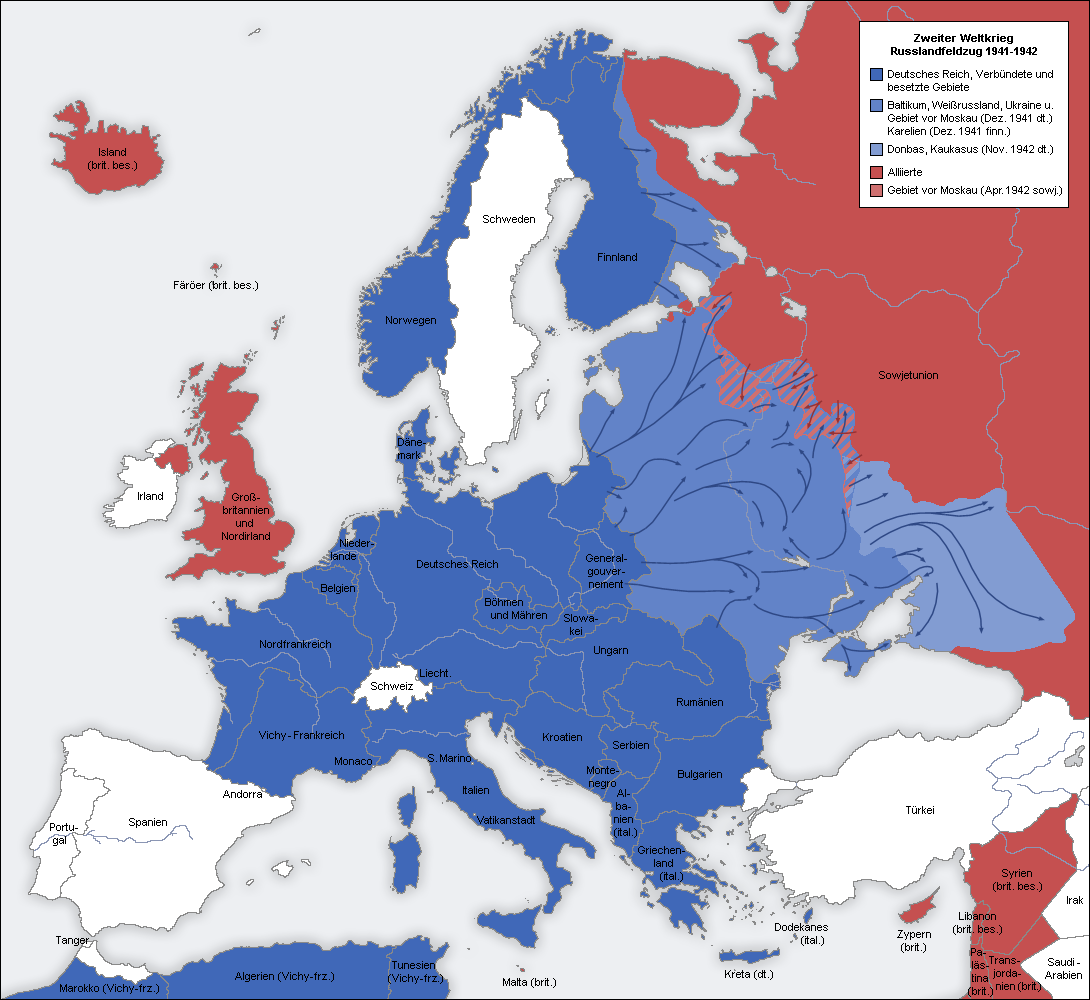
Der Russlandfeldzug 1941/1942

Trotz großer Anfangserfolge bis 1941 konnte die Wehrmacht die Schlacht um Moskau nicht erfolgreich abschließen. Mit der Leningrader Blockade von September 1941 bis Januar 1944 wurde beabsichtigt, die Leningrader Bevölkerung systematisch verhungern zu lassen. 1942 eroberte die Wehrmacht nochmals große Gebiete, vor allem im Süden der UdSSR. Ende 1942 bis Anfang 1943 zeichnete sich dann in der Schlacht von Stalingrad der Sieg der Roten Armee und die Wende im Zweiten Weltkrieg ab. Bis 1945 befreite die Rote Armee zunächst ihr Land und anschließend weitere Länder Ost-, Mittel- und Südosteuropas von der deutschen Besatzung.
Die deutsche Besatzung hatte schreckliche Folgen für die Bevölkerung und die Wirtschaft der Sowjetunion. Wehrmacht, SS und die Polizei wüteten unter der Bevölkerung Russlands, der Ukraine, von Belarus und der baltischen Sowjetrepubliken und brachten etwa 10 Millionen Zivilisten um, häufig unter dem Vorwand der „Partisanen-“ oder „Bandenbekämpfung“. Mehrere Millionen Menschen wurden unter schlimmsten Bedingungen als Zwangsarbeiter nach Deutschland deportiert. Besonders die russischen, ukrainischen, baltischen und weißrussischen Juden wurden unter der deutschen Besatzung erschossen oder in Vernichtungslager, wie das KZ Auschwitz-Birkenau oder das Vernichtungslager Treblinka, deportiert (→ Einsatzgruppen der Sicherheitspolizei und des SD, Holocaust, Verbrechen der Wehrmacht, Geschichte der Juden in Russland). Teilweise beteiligten sich auch russische, ukrainische oder weißrussische Kollaborateure an den Erschießungen.
Durch die Kriegshandlungen beider Seiten wurden etwa 1700 Städte und etwa 70.000 Dörfer sowie insgesamt etwa 1000 Kirchen und 500 Synagogen zerstört (Taktik der verbrannten Erde).
Am 5. April 1945 kündigte die UdSSR an, den Japanisch-Sowjetischen Neutralitätspakt von 1941 nicht mehr zu verlängern. Der Vertrag wäre danach am 25. April 1946 ausgelaufen. Am 8. August 1945 trat sie, wie auf der Konferenz von Jalta mit den beiden anderen Hauptalliierten vereinbart, in den Krieg gegen Japan ein. Zunächst wurden japanisch besetzte Gebiete in China erobert. Am 18. August, drei Tage nach der Kapitulation Japans, besetzten sowjetische Truppen die Inselgruppe der Kurilen. 1946 wurden die Inseln sowjetisches Hoheitsgebiet.
Die Sowjetunion hat die meisten Opfer des Zweiten Weltkrieges zu beklagen. Die Angaben zu den Opferzahlen schwanken erheblich. Im Ploetz Geschichte des Zweiten Weltkrieges werden die militärischen Verluste mit 13,6 Mio. und die Zivilopfer mit 7 Mio. Menschen beziffert, also rund 10 % der Bevölkerung. Von über 40 Mio. Todesopfern, darunter ca. 25 Mio. Zivilisten, schreibt Milton Leitenberg. Diese Anzahl entspräche rund einem Fünftel der sowjetischen Bevölkerung. Die meisten Historiker gehen heute (2022) von einer Zahl zwischen 25 und 30 Millionen Toten aus, die Hälfte davon Zivilisten. Dies entspricht 13 bis 15 Prozent der sowjetischen Gesamtbevölkerung.
Von den 2.562.000 jüdischen Flüchtlingen aus den von Deutschland besetzten Gebieten in den Jahren 1935 bis 1941 fanden 1.930.000 oder 75,3 Prozent eine neue Heimat in der Sowjetunion. Von den insgesamt vier Millionen Juden, die im Frühling 1941 in dem von Deutschen besetzten Gebiet in der Sowjetunion gewohnt hatten, wurden etwa drei Millionen umgebracht.

### Deportationen während des Krieges
Ethnische Gruppen, denen die Kollaboration mit dem Feind unterstellt wurde, wurden in kaum besiedelte Gebiete Kasachstans deportiert. Zu diesen Gruppen gehörten mehr als 80 Prozent der Deutschen in der Sowjetunion, die Krimtataren, die Tschetschenen, die Inguschen, die Karatschaier, die Balkaren, die Kalmücken und die Mescheten. Vertrieben wurden ferner Griechen (siehe griechische Minderheit in der Sowjetunion), Bulgaren und Armenier von der Krim sowie türkische Mescheten und Kurden aus dem Kaukasus. Insgesamt drei Millionen Menschen wurden systematisch vertrieben.

### Alliierte Kriegskonferenzen mit der Sowjetunion
- Beaverbrook-Harriman-Mission (29. September bis 1. Oktober 1941) in Moskau, bei der W. Averell Harriman (USA) und Lord Beaverbrook (Großbritannien) mit Stalin und Molotow ein Leih- und Pachtgesetz für Lieferungen an die Sowjetunion vereinbarten.
- Moskauer Konferenz 1942 (12. bis 17. August 1942), bei der der britische Premierminister Winston Churchill mit Stalin und Molotow die Kriegspläne der Alliierten abstimmte.

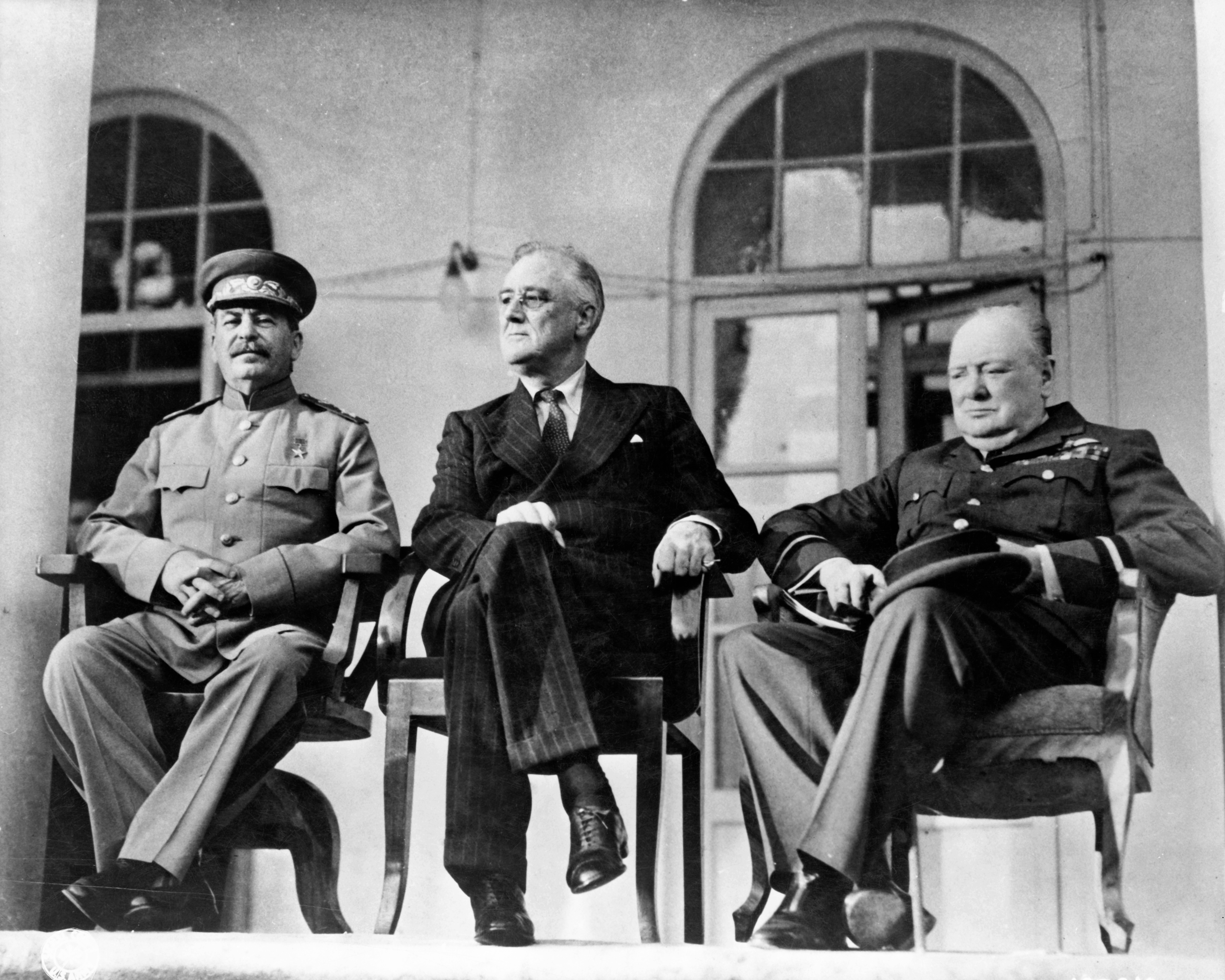
V. l. n. r. Stalin, Roosevelt und Churchill in Teheran

- Außenministerkonferenz 1943 (19. Oktober bis 1. November 1943) in Moskau, bei der die Außenminister Cordell Hull (USA), Anthony Eden (GB) und Molotow die Zusammenarbeit koordinierten und die Grundlagen für Nachkriegsdeutschland festlegten.
- Teheran-Konferenz (28. November bis 1. Dezember 1943) in Teheran, bei der US-Präsident Franklin D. Roosevelt, Churchill und Stalin die weitere Kriegsstrategie und die weitere Entwicklung in Europa erörterten. Sie sprachen auch über die Westverschiebung Polens, um Polen für den Verlust der östlichen Gebiete zu entschädigen.
- Moskau-Besuch von General de Gaulle (2. Dezember 1944): Die Westverschiebung Polens auf Schlesien, Pommern und Ostpreußen wurde sehr konkret erörtert.
- Konferenz von Jalta (4. bis 11. Februar 1945) in Jalta, bei der Roosevelt, Churchill und Stalin die genauere Aufteilung Deutschlands und ihre Einflusssphären in Europa und Asien fixierten.
- Potsdamer Konferenz als Dreimächtekonferenz in Potsdam (17. Juli bis 2. August 1945), bei der US-Präsident Harry S. Truman und US-Außenminister James F. Byrnes, die britischen Premierminister Churchill bzw. Clement Attlee und ihre Außenminister Anthony Eden bzw. Ernest Bevin sowie Stalin und Molotow die im Potsdamer Abkommen (Protokoll) definierten Potsdamer Beschlüsse über Deutschland erzielten.

## Zeit des Kalten Kriegs
Der Kalte Krieg begann mit dem Ende des Zweiten Weltkrieges. 1945 wurde die Sowjetunion Mitglied in der UNO und Vetomacht im Sicherheitsrat. Zwar zog sie sich 1946 aus dem besetzten Iran zurück, brachte aber bis 1948 die Ostblockstaaten sowie die Mongolei und das nördliche Korea unter ihre Kontrolle, was zur Teilung der Koreanischen Halbinsel (analog zur Teilung Deutschlands) und am 9. September 1948 schließlich zur Gründung Nordkoreas führte. Die UdSSR leistete auch Hilfestellung im Chinesischen Bürgerkrieg und bei der Industrialisierung Chinas (Großer Sprung nach vorn) sowie bei dessen Eingreifen im Koreakrieg (Stellvertreterkrieg).
Der Hungersnot in der Sowjetunion 1946–1947 fielen zwischen einer und zwei Millionen Menschen zum Opfer.
Im Kalten Krieg vertraten die sowjetischen Außenminister Andrei Januarjewitsch Wyschinski und Molotow konsequent eine Außenpolitik der Stärke. Auch in der Chruschtschow- und Breschnew-Zeit wurde diese Großmachtpolitik durch den langjährig amtierenden Außenminister Andrei Andrejewitsch Gromyko (1957–1985) weiter verfolgt. Die Berlin-Blockade von 1948 und die erfolgreiche Zündung der ersten sowjetischen Atombombe im Rahmen des sowjetischen Atombombenprojekts von 1949 verschärften den Kalten Krieg.

### Innenpolitik
Nach wie vor war der Generalissimus Stalin (ab 1945) unumschränkter Diktator und Führer des Politbüros, mit Chruschtschow als einem seiner engsten Vertrauten. 1952 ließ Stalin das Politbüro auf 25 Mitglieder aufstocken, um auf diese Weise eine Verjüngung der Politführung einzuleiten. Er blieb bis zu seinem Tod Regierungschef.
Auch nach dem Zweiten Weltkrieg erlebte die Sowjetunion eine düstere Terrorzeit, wenngleich der Terror nie die Dimensionen erlangte wie in den Jahren von 1936 bis 1940. Die Herrschaft der kommunistischen Einheitspartei KPdSU wurde nach innen abgesichert. In der Leningrader Affäre entledigte sich Stalin mit Hilfe erfundener Anschuldigungen seiner vermeintlichen Rivalen aus dem Leningrader Parteibüro, darunter Wosnessenski. Dissidenten wurden verbannt oder unter Hausarrest gestellt.
Sowohl einfache Parteimitglieder, höchste Funktionäre als auch verdiente Künstler wurden von dem System der permanenten Unsicherheit und Furcht, der Repressalien, Verhaftungen und Deportationen erfasst. ZK-Sekretär Schdanow, der die Zwei-Lager-Theorie aufstellte, bezeichnete Schriftsteller wie Anna Andrejewna Achmatowa und Boris Pasternak, Regisseure wie Sergei Michailowitsch Eisenstein und Komponisten wie Sergei Sergejewitsch Prokofjew und Dmitri Dmitrijewitsch Schostakowitsch als „Speichellecker des Westens“. Die antizionistische Kampagne Stalins gegen „wurzellose Kosmopoliten“ und Zionisten kulminierte in der Aufdeckung der sogenannten „Ärzteverschwörung“.
Die Gulags – sogenannte „Arbeitsbesserungslager“ in einem umfassenden Repressionssystem – standen bis zum Ende der Sowjetunion unter der Verwaltung des Innenministeriums. Bis zu 10 Mio. Menschen befanden sich in den Straf- und Zwangsarbeitslagern.
Nach dem Tod Stalins wurden die Beziehungen zu China schwieriger und nach der Kubakrise kam es zum Bruch zwischen Peking und Moskau. Dies war ein schwerer Schlag für die sowjetische Führung, die darauf bedacht war, die Führungsrolle im Weltkommunismus zu behalten. Zudem wandte sich Peking mit Richard Nixons Chinabesuch den USA zu und verschob damit das geopolitische Gleichgewicht, das sich nach der amerikanischen Niederlage im Vietnamkrieg gerade zu wenden schien, zu Ungunsten Moskaus.
Innenpolitisch litt die Sowjetunion an den Schwächen der kommunistischen Zentralverwaltungswirtschaft und der damit einhergehenden Bürokratie, die nur ein schwaches Wirtschaftsleben zuließ: Ein Industriearbeiter verdiente in der Stadt durchschnittlich monatlich 600 bis 800 Rubel, ein Kilogramm Butter kostete aber 68 Rubel, ein Paar Schuhe mittlerer Qualität 200 Rubel.
Die wirtschaftliche Schwächung der Sowjetunion wurde durch das Wettrüsten im Rüstungswettlauf von Ost und West noch erheblich verstärkt. Das Bemühen der UdSSR, trotz ihrer erheblich geringeren Wirtschaftskraft bei der militärischen Aufrüstung mit den NATO-Staaten auf gleicher Ebene zu konkurrieren, belastete die sowjetische Volkswirtschaft wesentlich und führte zu Konflikten in der Partei- und Staatsführung hinsichtlich der zu bevorzugenden Wirtschaftsschwerpunkte wie Schwerindustrie, Leichtindustrie, Landwirtschaftproduktion oder Konsumgüterindustrie.

### Außenpolitik
Zu den Ostblockstaaten zählten die Sowjetunion und die abhängigen Satellitenstaaten Polen, DDR, Tschechoslowakei, Ungarn und Bulgarien sowie teil- bzw. zeitweise auch Rumänien und Albanien. Grundsätzlich konnte kaum eine entscheidende Maßnahme eines Ostblockstaates ohne Rücksprache mit der Sowjetunion erfolgen. Der Eiserne Vorhang – so drückte es Churchill aus – war bald gefallen.
In den Konferenzen von Moskau, Teheran, Jalta und Potsdam hatten die Sowjetunion, USA und Großbritannien für die Europäischen Staaten ihre Interessensgebiete informell abgestimmt. Für Rumänien (90 %) und Bulgarien (75 %) war der Sowjetunion ein überwiegender Einfluss zugestanden worden. Für Ungarn, Jugoslawien, Polen und Tschechoslowakei sollte der Einfluss ausgewogen sein; für Griechenland wurde ein überwiegender westlicher Einfluss vereinbart. Es kam aber anders:
Die Rote Armee setzte in den von ihr besetzten Staaten kommunistisch beherrschte Volksrepubliken durch.
Der größte Spannungsherd zwischen Ost und West war das geteilte Deutschland. In der sowjetischen Besatzungszone setzten sich 1946 im Zuge der Zwangsvereinigung von SPD und KPD zur SED schnell die Kommunisten durch.
Die Berlin-Blockade erschütterte das schon gestörte Verhältnis zwischen den Mächten.
Sowjetische Truppen blockierten die Straßen zwischen den drei westlichen Besatzungszonen und West-Berlin (sie führten alle durch die Sowjetische Besatzungszone) vom 24. Juni 1948 bis zum 12. Mai 1949. Dies deklarierte die UdSSR als Reaktion auf die Währungsreform der Westzonen.
Die Westmächte trotzten dieser ersten Berlin-Krise, indem sie West-Berlin mittels einer Luftbrücke (Berliner Luftbrücke) mit Lebensmitteln, Energie und anderen Gütern versorgten. Diese Blockade war ein Höhepunkt des Kalten Krieges. Es gelang Stalin nicht, West-Berlin in seine Macht zu bekommen. Westberlin (damals unter Bürgermeister Ernst Reuter, später u. a. unter Willy Brandt) galt seitdem als Symbol eines erfolgreichen Widerstandes gegen die imperiale Politik der Sowjetunion.
Die Gründung der Bundesrepublik Deutschland und der Deutschen Demokratischen Republik von 1949 manifestierte den Eisernen Vorhang.
Am 10. März 1952 bot Stalin den Westmächten (Frankreich, Großbritannien, USA) in den so genannten Stalin-Noten Verhandlungen über die Wiedervereinigung und Neutralisierung Deutschlands an. Bundeskanzler Konrad Adenauer und die Westmächte wiesen die diplomatische Note als Störmanöver und als Behinderung der Westintegration der Bundesrepublik zurück.
Nach Stalins Tod (März 1953) kam es wegen der Erhöhung der Arbeitsnormen in der DDR zu einer Welle von Streiks, Demonstrationen und Protesten, die als Aufstand vom 17. Juni 1953 bezeichnet werden. Die sowjetischen Behörden reagierten mit der Verhängung des Ausnahmezustandes. In Berlin einrückende sowjetische Truppen unterdrückten gewaltsam den Volksaufstand.
1955 verhandelten Außenminister Molotow und der Stellvertretende Ministerpräsident Mikojan mit Österreich (Bundeskanzler Julius Raab, Vizekanzler Adolf Schärf, Außenminister Leopold Figl und Staatssekretär Bruno Kreisky), das mit dem Kriegsende 1945 ebenso wie Deutschland in vier Besatzungszonen aufgeteilt worden war. Mit der Unterzeichnung des Österreichischen Staatsvertrages vom 15. Mai 1955 durch Österreich und die Siegermächte erhielt Österreich am 27. Juli 1955 die volle Souveränität zurück (siehe auch Besetztes Nachkriegsösterreich). Allerdings musste es zuvor im Moskauer Memorandum ein Bekenntnis zur Neutralität ablegen.
Der Rat für gegenseitige Wirtschaftshilfe (RGW) wurde 1949 in Moskau als sozialistisches Gegengewicht zum Marshallplan und zur Organisation für wirtschaftliche Zusammenarbeit und Entwicklung gegründet. Durch sie sollte eine Stärkung der Wirtschaftskraft sowie die Spezialisierung und Arbeitsteilung in den RGW-Staaten erreicht werden. Dazu gehörten neben der Sowjetunion auch Albanien, Bulgarien, Polen, Rumänien, Tschechoslowakei, Ungarn und ab 1950 die DDR. Kuba, die Mongolei und Vietnam wurden später ebenfalls Mitglieder.

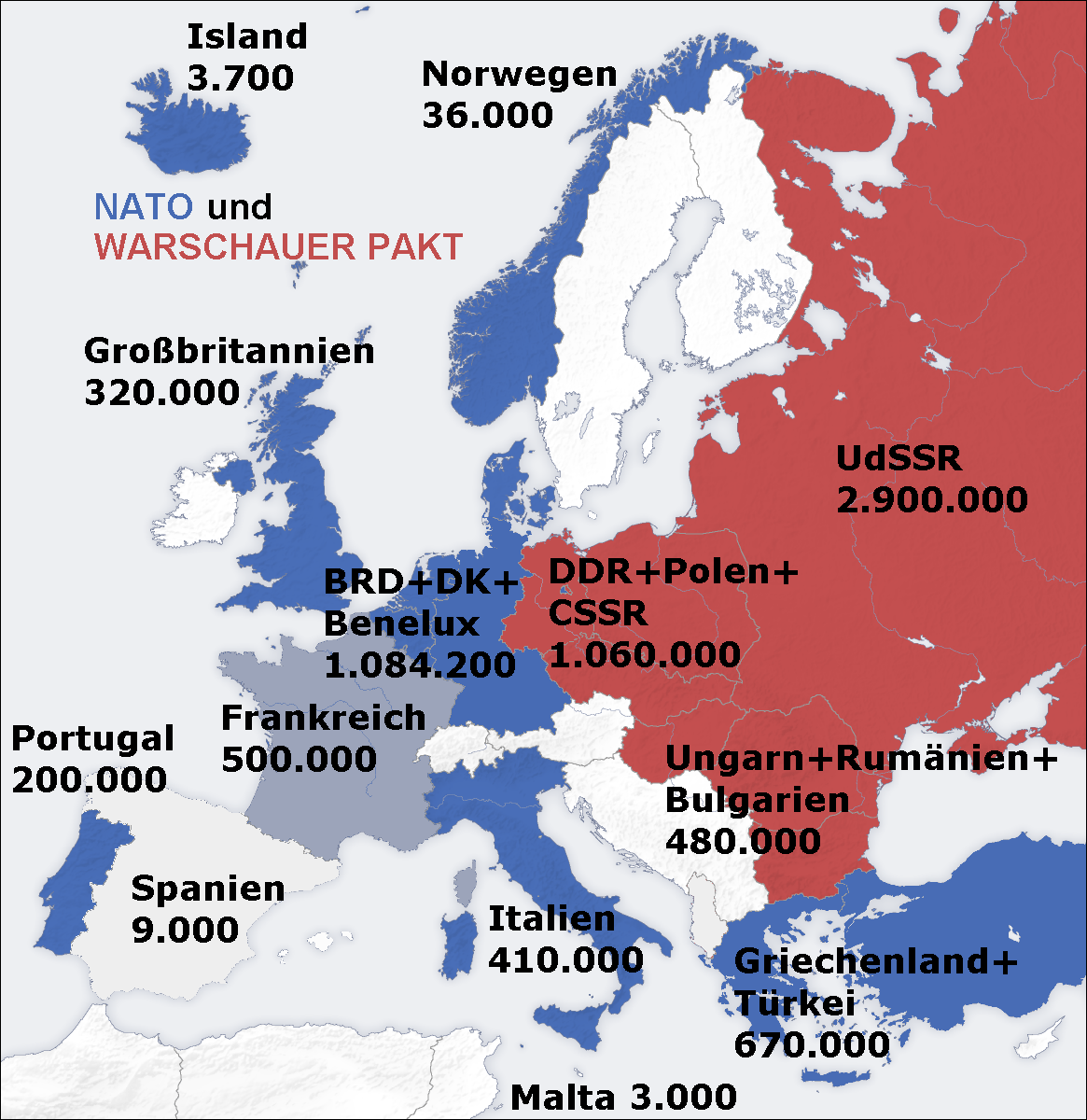
Truppenstärke der Staaten des Warschauer Paktes und der NATO-Mitgliedstaaten in Europa, 1973

In den nächsten Jahrzehnten war die Welt vom Duell der Supermächte USA und Sowjetunion gekennzeichnet. Die Sowjetunion stützte sich hierbei auf den Warschauer Pakt, der aus den im Zweiten Weltkrieg gewonnenen Satellitenstaaten (Albanien bis 1968, Bulgarien, DDR, Polen, Tschechoslowakei, Ungarn und z. T. Rumänien) bestand. Der Pakt wurde 1955 in Warschau in der Form von bilateralen Verträgen über Freundschaft, Zusammenarbeit und gegenseitigen Beistand (VFZ) abgeschlossen. Das Militärbündnis stand unter Führung der Sowjetunion. Die Politik Stalins bewirkte im „kapitalistischen Lager“ eine Reihe von politisch-militärischen Bündnissen. Es entstanden die Verteidigungspakte von NATO (1949), Southeast Asia Treaty Organization (1954) und Central Treaty Organization (1955).
Einen Rückschlag auf dem Wege zum Weltkommunismus erlitt die Sowjetunion, als 1948 Jugoslawien für sich in Anspruch nahm, einen eigenen Weg zum Sozialismus gehen zu wollen, der im Kern ein gewisses Maß an Selbstverwaltung der Betriebe vorsah. Dieser Titoismus brachte das Land in Gegensatz zu den sowjetischen Hegemoniebestrebungen und führte 1948 zum Bruch zwischen Stalin und dem selbstbewussten früheren Partisanenführer Josip Broz Tito. Der Titoismus war von 1949 bis 1953 für die KPdSU ein Grund für die weitere Verfolgungen von sogenannten „Abweichlern“, „Ketzern“ und nationalorientierten Strömungen in den Ostblockstaaten. Im Zuge der Entstalinisierung nach Stalins Tod kam es unter Nikita Sergejewitsch Chruschtschow wieder zu normalen Beziehungen mit der Sowjetunion, jedoch blieb Jugoslawien ein blockfreier Staat.
In China siegten mit sowjetischer Hilfe, aber durchaus aus eigener Kraft, die Kommunisten unter Mao Tse-tung. Die Sowjetunion unterhielt bis 1949 jedoch noch diplomatische Beziehungen zum gegnerischen Nationalchina unter Tschiang Kaischek. Die neue Volksrepublik China wurde einen Tag nach ihrer Gründung am 1. Oktober 1949 anerkannt. Mao wurde von Stalin umgehend nach Moskau eingeladen, und am 14. Februar 1950 wurde ein Freundschafts- und Beistandsabkommen abgeschlossen. Die Sowjetunion verzichte dabei auf alle bisherigen Rechte über die Häfen Port Arthur/Lüshunkou und Dairen/Dalian und auf die ostchinesische Eisenbahn. Mit der Erfüllung der Vertragsvereinbarungen ließ sich die UdSSR bis 1952 bzw. 1955 viel Zeit. Probleme von beiderseitigem Interesse hinsichtlich der Mongolei und Ostturkestans/Xinjiang blieben offen. Das Verhältnis beider Staaten war konfliktbelastet.

## 1953–1964: Ära Chruschtschows
Nach dem Tod Josef Stalins (März 1953) wurde im Juni 1953 Nikita Sergejewitsch Chruschtschow Erster Sekretär der KPdSU und 1958 auch Regierungschef als Nachfolger von Georgi Malenkow (1953–1955) und Nikolai Bulganin. Er vereinte damit wieder (wie Stalin von 1941 bis 1953) das höchste Parteiamt der KPdSU mit dem mächtigsten Staatsamt als Ministerpräsident in einer Person. Formelles Staatsoberhaupt als Vorsitzender des Präsidiums des Obersten Sowjets war von 1953 bis 1960 Woroschilow und von 1960 bis 1964 Leonid Breschnew.

### Politische Führung bis 1964
Auf dem XX. Parteitag der KPdSU im Februar 1956 leitete Chruschtschow mit seiner fünfstündigen Geheimrede „Über den Personenkult und seine Folgen“ die Entstalinisierung und eine liberalere Parteipolitik ein. Er wollte so Handlungsspielraum für eine vorsichtige Reformpolitik gewinnen. Dieses war ein Wendepunkt in der Geschichte der Sowjetunion. Teile der Rede wurden bald auch in der UdSSR veröffentlicht.
Es folgten Teilamnestien für unter Stalin als Zwangsarbeiter Inhaftierte, eine zunächst inhaltliche Diskussion über die weitere Entwicklung in den Parteien und den Gesellschaften des Ostblocks, die Beendigung und Verurteilung des Personenkults, die Teilaufklärung stalinistischer Verbrechen, eine Reduzierung der Zensur und ein erster politischer Kurs der friedlichen Koexistenz.
Zudem kündigte Chruschtschow während des XX. Parteitags an, dass Länder in Asien, Afrika und Lateinamerika moderne Ausrüstung und Beratung von sozialistischen Ländern erhalten könnten, ohne politische und militärische Verpflichtungen einzugehen und bei ihren früheren Unterdrückern betteln zu müssen. Die Sowjetunion unterstützte nun verstärkt Länder in der Dritten Welt und 1958 erhielten Ägypten, Ghana, Irak, Syrien, Algerien, Indonesien, Indien und Afghanistan 80 Prozent der Entwicklungshilfe.
1957 versuchte eine deutliche Mehrheit der Politbüromitglieder erfolglos Chruschtschow zu stürzen. Eine Mehrheit im eiligst zusammen gerufenen Zentralkomitee der Partei unterstützte jedoch Chruschtschow. Es entließ Malenkow, Molotow, Kaganowitsch und Saburow aus ihren Parteiämtern. Bulganin blieb noch ein Jahr lang Ministerpräsident, bis 1958 Chruschtschow auch diesen Posten übernahm.

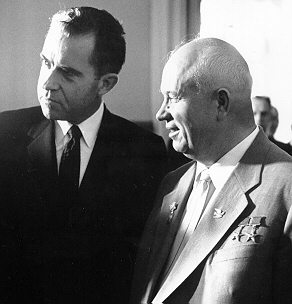
Chruschtschow (rechts) mit Vizepräsident Richard Nixon unmittelbar vor ihrer Küchendebatte im Juli 1959

Das Prinzip der friedlichen Koexistenz von Staaten mit unterschiedlichen Gesellschaftsordnungen besagt, dass die Entscheidung Kapitalismus oder Sozialismus im friedlichen Wettbewerb beider Systeme, also unter Ausschluss des kriegerischen Konflikts zwischen ihnen entschieden werden soll. Auf dem XX. Parteitag der KPdSU führte Chruschtschow dazu aus: „Der Leninsche Grundsatz von der friedlichen Koexistenz zwischen Staaten mit verschiedenartiger sozialer Struktur war und bleibt Generallinie in der Außenpolitik unseres Landes“. Der Parteitag billigte diese außenpolitische Generallinie.
Auch im Verhältnis zu den USA vertrat die Sowjetunion das Prinzip dieser Friedlichen Koexistenz der Systeme und verkündete das Ziel, mittels Systemkonkurrenz den Kapitalismus vor allem auf wirtschaftlicher Ebene zu besiegen. Vom 15. bis zum 27. September 1959 besuchte Chruschtschow auf Einladung Dwight D. Eisenhowers als erster sowjetischer Regierungschef die USA.
Wegen des Kurses der Sowjetunion zur Friedlichen Koexistenz distanzierte sich u. a. die Kommunistische Partei der VR China von der KPdSU, eine Spaltung zwischen den kommunistischen Parteien, die bis zum Untergang der Sowjetunion bestehen blieb.
Trotz einer Politik der Entstalinisierung und der friedlichen Koexistenz konnten die Satellitenstaaten der Sowjetunion nicht nach eigenem Belieben handeln. Mit dem Ungarischen Volksaufstand versuchten die Ungarn im Oktober und November 1956, sich von der sowjetischen Unterdrückung zu befreien. Ungarns Ministerpräsident Imre Nagy forderte die parlamentarische Demokratie und die Neutralität Ungarns. Die von den Staaten des Warschauer Pakts so bezeichnete Konterrevolution wurde durch den Einmarsch der Roten Armee blutig beendet. Auch Nagy, Verteidigungsminister Pál Maléter und weitere 350 Personen wurden in der UdSSR verurteilt und hingerichtet. Nachfolger János Kádár verfolgte als Generalsekretär der Ungarischen Sozialistischen Arbeiterpartei und Ministerpräsident außenpolitisch einen streng moskau-treuen Kurs, führte innenpolitisch jedoch Reformen durch.
Das Auseinanderdriften von Ost und West verschärfte sich zunehmend. Zwischen 1949 und 1961 verließen etwa 2,6 Millionen Menschen die DDR. Diese Abwanderung bedrohte die Wirtschaftskraft der DDR und somit auch die der Ostblockstaaten.
Auf sein mehrfaches Drängen hin erhielt der Staatsratsvorsitzende der DDR, Walter Ulbricht von Chruschtschow die Zustimmung zur Abriegelung der Berliner Sektorengrenze als wirksame Sperrmaßnahme. Mit dem Bau der Berliner Mauer in der DDR vom 13. August 1961 wurde die Ost-West-Teilung verstärkt.
Im Mai 1962 begann die UdSSR auf Kuba heimlich mit Atomsprengköpfen bestückbare SS-4 Mittelstreckenraketen und 40.000 Soldaten der Sowjetarmee zu stationieren. Die USA entdeckten die ersten Raketenstationierungen. US-Präsident John F. Kennedy ordnete eine Seeblockade für sowjetische Schiffe an, die Rüstungsgüter nach Kuba transportierten und forderte Chruschtschow auf, die Raketen aus Kuba abzuziehen. Dieser akzeptierte zunächst die Blockade nicht. Ein Weltkrieg drohte. Chruschtschow lenkte schließlich ein und erklärte sich bereit, die Raketen zu entfernen. Im Gegenzug garantierten die USA, keine Invasion Kubas durchzuführen und ihre Mittelstreckenraketen aus der Türkei abzuziehen.
Nachdem in der Stalinzeit auch kriegsbedingt der Ausbau der Schwerindustrie deutlichen Vorrang hatte, wurden nunmehr die Elektrifizierung und der Ausbau der Chemiewirtschaft vorangetrieben. Zugleich legte Chruschtschow darauf Wert, die Produktivität der Landwirtschaft erheblich zu steigern.
Bis 1957 wurde die Sowjetwirtschaft streng zentralistisch und nach Branchen gegliedert. So gab es ganz spezielle Fachministerien wie zum Beispiel für Radioelektronik, Luftfahrttechnik, Holzindustrie, Leichtmaschinenbau. Die Gosplan versuchte eine zentralistische Lenkung über die Fünfjahrespläne. Chruschtschow leitete 1957 eine Wirtschafts- und Verwaltungsreform ein, die sich von den bisherigen Organisationsprinzipien der Partei abhob. Es wurden zunächst um die 100 Wirtschaftsverwaltungsbezirke mit Volkswirtschaftsräten gebildet (Sownarchos). 1962 wurde die Anzahl der Bezirke auf 47 begrenzt. Chruschtschow ordnete an, dass die Parteifunktionäre nicht nur grundsätzlich anweisen und kontrollieren, sondern nun auch unmittelbar bei der Verwaltung des Staates – vor allem in der Landwirtschaftsproduktion – mitwirken sollten. Die Parteifunktionäre waren überfordert. Misserfolge fielen nunmehr direkt auf die Partei zurück. Ein gigantischer Zwanzigjahresplan wurde aufgestellt. Diese Reformen scheiterten und leiteten den Sturz Chruschtschows ein. Seine Nachfolger nahmen die Reformen wieder zurück.

### Abwahl Chruschtschows
1964 wurde Chruschtschow als Folge der gescheiterten Landwirtschafts- und Wirtschaftspolitik, der gestörten Beziehungen zur Volksrepublik China, der Niederlage gegen Kennedy in der Kubakrise und auf Grund seines Machtverlustes in der Partei von seinen Ämtern als Erster Sekretär der Partei und Ministerpräsident der UdSSR vom Zentralkomitee der KPdSU enthoben. Michail Suslow und Leonid Breschnew, aber auch Alexei Kossygin, Anastas Mikojan und Dimitri Poljanski führten am 14. Oktober 1964 unter anderem mit der Kritik an der Parteireform, dem veränderten Parteistatut und der Landwirtschaftspolitik seinen Sturz herbei. Während 1957 Chruschtschow die Malenkow-Molotow-Gruppe mit Hilfe des ZKs hatte abwählen lassen, bedienten sich seine Gegner dieses Mal in ihrer Mehrheit derselben Methode: Das ZK wurde zu einer Sondersitzung einberufen und der unvorbereitete Chruschtschow mehrheitlich zum Rücktritt gezwungen.
Der mörderische Massenterror der Stalinzeit endete. Der größere Teil der politischen Gefangenen wurde entlassen, wenngleich noch mehrere hunderttausende Gefangene verblieben. Die Mehrzahl der sibirischen Gefangenenlager wurde aufgelöst. Eine Justizreform schaffte die Sippenhaft ab und gestattete die Verteidigung in Strafprozessen.
Der Stalindiktatur folgte eine kollektivere Staats- und Parteiführung. Das Zentralkomitee wurde wieder in die Entscheidungen einbezogen. Eine Reihe von Verbrechen der Stalinzeit wurden offengelegt und die Macht des Geheimdienstes reduziert. Der Personenkult wurde eingeschränkt. Im Kunst- und Literaturbetrieb zeichneten sich Liberalisierungstendenzen ab.
Im Arbeitsleben war seit 1956 – administrativ eingeengt – die Möglichkeit der freien Wahl des Arbeitsplatzes eingeräumt worden. Andererseits konnten durch das sogenannte Parasitengesetz der Russischen SFSR „arbeitsscheue Elemente“ durch das Arbeitskollektiv bis zu 5 Jahre in Verbannung geschickt werden.
In die Ära Chruschtschows fallen auch die spektakulären Erfolge der sowjetischen Raumfahrt. 1957 flog der Sputnik 1 als erster Satellit in den Weltraum, 1961 war mit Juri Gagarin ein Sowjetbürger als erster Mensch im Weltraum.
Das System hatte sich insgesamt modernisiert aber nicht liberalisiert.

## 1964–1985: Breschnew und seine Nachfolger

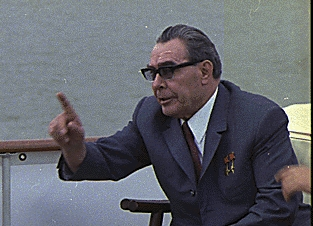
Leonid Breschnew

Nach Chruschtschows Sturz wurde Leonid Iljitsch Breschnew zunächst Erster Sekretär und ab 1966 Generalsekretär der KPdSU. Kurzfristig kam es wieder zu einer kollektiven Führung im Politbüro. Bald setzte sich Breschnew machtpolitisch gegen Ministerpräsident Alexei Kossygin und Staatsoberhaupt Nikolai Podgorny durch. Er löste Podgorny 1977 als Vorsitzenden des Präsidiums des Obersten Sowjets der UdSSR und somit als Staatsoberhaupt ab.
Die von Chruschtschow eingeleitete Entstalinisierung wurde kaum mehr verfolgt, die Bezeichnung des Stalinismus als „Periode des Personenkults“ wurde nun sogar als unmarxistisch und falsch bezeichnet. Weitere Reformen, die Chruschtschow in Partei und Staat begonnen hatte, wurden teilweise wieder zurückgenommen oder völlig abgestellt, stattdessen orientierte sich die Führung wieder an den Prinzipien und Traditionen des Stalinismus (vgl. Neostalinismus). Die Meinungsfreiheit wurde wieder massiv eingeschränkt, in dem man regimekritische Schriftsteller wie beispielsweise Andrei Donatowitsch Sinjawski oder Juli Markowitsch Daniel verhaftete. Auch die Gesetze bei politischen Verbrechen wurden verschärft. Des Weiteren wurde versucht, Stalin wieder positiver darzustellen, in dem man seine großen „Heldentaten“ während des Zweiten Weltkriegs hervorhob. Gorbatschow beurteilte die Entwicklung ab 1967: „So verflüchtete sich der Geist der Reformen zusehends.“ „Die Stagnation begann“ mit Zentralismus, Nomenklatura und Kommandowirtschaft.
Die Breschnew-Zeit war gekennzeichnet durch deutliche Stagnationserscheinungen einer stark überalterten und konservativen politischen Führungsschicht. Spöttisch wurde es als „Goldenes Zeitalter der Stagnation“ benannt. Um 1980 war das Durchschnittsalter der Politbüro-Mitglieder über 70 Lebensjahre.

### Prager Frühling, Breschnew-Doktrin
Die Kommunistische Partei der Tschechoslowakei unter ihrem Ersten Sekretär Alexander Dubček bemühte sich im Frühjahr 1968 um ein Liberalisierungs- und Demokratisierungsprogramm, um einen „Sozialismus mit menschlichem Antlitz“ in der Tschechoslowakei. Diese Reformbewegung des Prager Frühlings wurde durch eine politische Intervention der „Warschauer Fünf“ – Sowjetunion, Bulgarien, Ungarn, Polen und DDR – sowie die direkte militärische Intervention („Einmarsch“) der Sowjetunion, Bulgariens, Polens und Ungarns niedergeworfen.
Die Handlungen erfolgten im Rahmen der dazu am 12. November 1968 verkündeten Breschnew-Doktrin, die eine begrenzte Souveränität der Warschauer-Pakt-Staaten postulierte mit der These: „Die Souveränität der einzelnen Staaten findet ihre Grenze an den Interessen der sozialistischen Gemeinschaft.“
- Die erste Konferenz über Sicherheit und Zusammenarbeit in Europa (KSZE) fand auf Initiative der UdSSR und des Warschauer Paktes 1973 in Helsinki statt. Teilnehmer waren 35 Staaten: die USA, Kanada, die Sowjetunion und alle europäischen Staaten mit Ausnahme von Albanien.
- Die Schlussakte von Helsinki wurde 1975 unterzeichnet. In ihr wurden Vereinbarungen über die Menschenrechte, die Zusammenarbeit in Wirtschaft, Wissenschaft, Technik und Umwelt, Sicherheitsfragen sowie Fragen der Zusammenarbeit in humanitären Angelegenheiten getroffen. Das erfolgreiche Ziel der KSZE war es, dem Ost- und Westblock in Europa zu einem geregelten Miteinander zu verhelfen.
- Die von den RGW-Staaten unterschätzten Regelungen zu den Menschenrechten waren Grundlage für die Arbeit vieler osteuropäischer Dissidenten und Menschenrechtsorganisationen und somit Basis für eine zunehmende Liberalisierung in den Ostblockstaaten.
- Der Moskauer Vertrag von 1970 zwischen der UdSSR und der Bundesrepublik Deutschland sorgte im Rahmen der neuen Ostpolitik für eine Entspannung in Mitteleuropa unter anderem durch die Anerkennung der Oder-Neiße-Grenze zu Polen.
- Die SALT-Verträge (Verträge zur nuklearen Rüstungsbegrenzung) wurden von 1969 bis 1979 ausgehandelt. SALT I wurden schon 1972 von US-Präsident Richard Nixon und Breschnew in Moskau unterzeichnet.
- Der ABM-Vertrag (Anti-Ballistic Missiles) von 1972 zwischen den USA und der UdSSR zur Begrenzung von Raketenabwehrsystemen war ein Ergebnis der SALT-Verhandlungen.
- Auch SALT II fand mit den Unterschriften von US-Präsident Jimmy Carter und Breschnew 1979 seinen Abschluss.

Die sowjetische Intervention in Afghanistan setzte 1979 dem Entspannungsprozess ein vorübergehendes Ende. SALT II wurde deshalb von den USA nicht mehr ratifiziert.

### Afghanistankrieg
Von 1954 bis 1980 unterstütze die Sowjetunion Afghanistan mit Entwicklungshilfe im Umfang von etwa 1,5 Milliarden Rubel und führte dort eine Reihe von Modernisierungsprojekten wie den Bau von Kraftwerken, Bewässerungssystemen und Fabriken durch. Afghanistan war ein Versuchsgelände für eine sozialistische Modernisierung des Landes.
Im April 1978 kam in einem Militärputsch, der sogenannten Saurrevolution, die kommunistische Demokratische Volkspartei Afghanistans (DVPA) an die Macht. Die Sowjetunion war in den Putsch nicht involviert, weitete die Unterstützung für das Regime jedoch deutlich aus. Die Regierung mit Nur Muhammad Taraki als Premierminister und seinem Stellvertreter Hafizullah Amin versuchten ein radikales, von staatlichem Terror begleitetes Modernisierungsprogramm durchzusetzen, das Aufstände in weiten Teilen der Bevölkerung hervorrief. Im Herbst 1979 putschte Amin und ließ den von Breschnew unterstützen Taraki beseitigen. Eine wachsende Truppenpräsenz der Vereinigten Staaten im Persischen Golf als Reaktion auf die Geiselnahme von Teheran und Geheimdienstberichte über geheime Kontakte von Amin mit den USA alarmierten die sowjetische Führung. Diese befürchtete, Amin könne wie einst der ägyptische Präsident Anwar as-Sadat die Seiten wechseln. Am 12. Dezember kündigte die NATO zudem in ihrem Doppelbeschluss die Aufstellung neuer atomar bestückter Mittelstreckenraketen in Westeuropa an.
Am 25. Dezember 1979 marschierte die Sowjetunion in Afghanistan ein und liquidierte Amin. Die Sowjets setzten anschließend eine Marionettenregierung angeführt von Babrak Karmal ein. Die Vereinigten Staaten unter Präsident Jimmy Carter interpretierten den Einmarsch als strategischen Vorstoß in Richtung Persischer Golf, setzten die meisten Entspannungsabkommen mit der Sowjetunion aus und boykottierten die Olympischen Sommerspiele 1980 in Moskau. Die Sowjets hatten ursprünglich geplant, das Regime zu stabilisieren und anschließend ihre Truppen wieder abzuziehen. Stattdessen wurde die Sowjetunion in einen jahrelangen Guerillakampf gegen vom Westen unterstützte islamische Aufständische verwickelt, der rund 15.000 Soldaten das Leben kostete. Erst 1989 zog die sowjetische Armee wieder ab.

### Juri Andropow
Breschnews Nachfolger wurde für 1982–1984 Juri Wladimirowitsch Andropow. Andropows frühere Tätigkeit als KGB-Chef war durch die Unterdrückung des Prager Frühlings, die beabsichtigte Zerstörung der sowjetischen Dissidentenbewegung mit Mitgliedern wie Andrei Sacharow und Alexander Solschenizyn sowie durch eine führende Rolle bei der Invasion in Afghanistan gekennzeichnet. Doch als Staatsoberhaupt bemühte er sich um eine gewisse Belebung der sowjetischen Politik im Inneren und Äußeren. Berühmt wurde in diesem Zusammenhang vor allem seine Begegnung mit der amerikanischen Schülerin Samantha Smith.
Am 12. November 1982 wurde er mit 68 Jahren trotz seines ernsten Gesundheitszustandes zum Generalsekretär der KPdSU gewählt. Am 16. Juni 1983 wurde Andropow zudem Vorsitzender des Präsidiums des Obersten Sowjets. Diabetes, Bluthochdruck und chronisches Nierenversagen konstatierten derweil die Ärzte. In den letzten sechs Monaten seines Lebens nahm Andropow keine öffentlichen Termine mehr wahr. Nach nur 15 Monaten Regierungszeit verstarb er in Moskau.

### Konstantin Tschernenko
Tschernenko wurde am 13. Februar 1984 Generalsekretär der KPdSU und blieb es bis zu seinem Tod am 10. März 1985. Er war zeitlebens ein starker Raucher, litt unter Asthma und war 1983 wegen Bronchitis, Rippenfellentzündung und Lungenentzündung drei Monate nicht im Dienst gewesen. Der Historiker John Lewis Gaddis schrieb 2005, Tschernenko sei bei seinem Amtsantritt 1984 ein „geschwächter Greis [gewesen], der so zombieartig war, dass er Geheimdienstberichte nicht mehr bewerten konnte, egal ob sie alarmierend waren oder nicht“. Tschernenko ist der letzte sowjetische Staatsmann, der in der Nekropole an der Kremlmauer beerdigt wurde.

## 1985–1991: Ära Gorbatschows

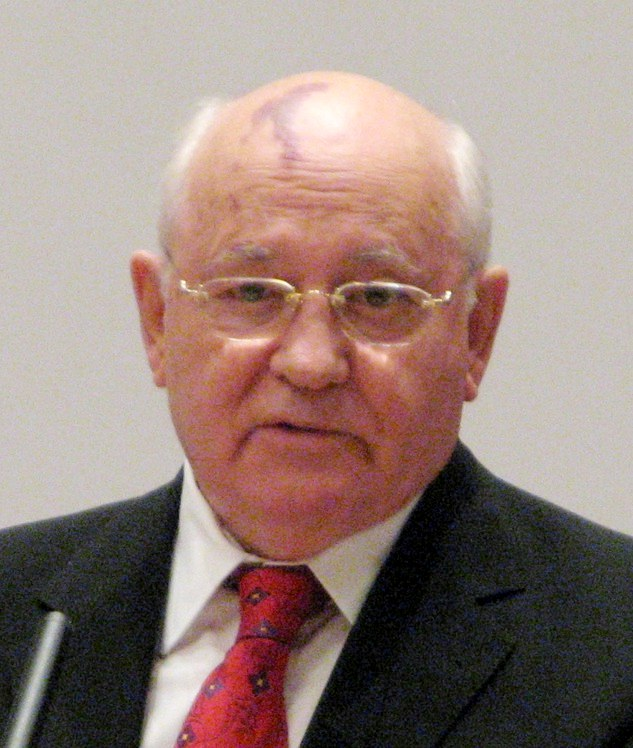
Michail S. Gorbatschow

### Reformen durch Glasnost und Perestroika
Mit der Wahl Michail Sergejewitsch Gorbatschows zum Parteichef der Kommunistischen Partei setzten sich 1985 die Reformkräfte durch. Unter seiner Führung amtierte von 1985 bis 1991 der vorsichtige Reformer Nikolai Iwanowitsch Ryschkow als Ministerpräsident.
Dass zu Anfang der Ära Gorbatschow im April 1986 in Jakutien erstmals in einem ethnisch geprägten Fall für Rechtsgleichheit demonstriert wurde, wurde kurz darauf überschattet von der Nuklearkatastrophe von Tschernobyl.
Es gelang Gorbatschow in schneller Folge, das überalterte Politbüro zu verjüngen. Bedeutende Mitglieder waren Saikow, Sljunkow, die Reformer Medwedew und Jakowlew und ab 1989/90 Krjutschkow und Janajew, die 1991 an einem erfolglosen Putschversuch gegen Gorbatschow (Augustputsch in Moskau) teilnahmen. Anfänglich waren es noch 11 Vollmitglieder, am Schluss 24 Mitglieder; das Gremium verlor an Macht und Bedeutung. Boris Jelzin warf Gorbatschow 1991 vor, die neuen Mitglieder zumeist selbst vorgeschlagen zu haben.
1991 wurde der Regierungschef Ryschkow durch den farblosen, früheren Finanzminister Walentin Sergejewitsch Pawlow abgelöst. Der Georgier und Reformer Eduard Schewardnadse (1928 bis 2014) war vom 2. Juli 1985 bis zum 20. Dezember 1990 sowie vom 19. November 1991 bis zur Auflösung der Sowjetunion (26. Dezember 1991) Außenminister und damit ihr letzter Außenminister.
Von 1987 bis 1991 war Marschall Jasow Verteidigungsminister. Jasow nahm 1991 am Augustputsch in Moskau teil. Nach dessen Scheitern wurde er verhaftet und verurteilt. 
Wladimir Krjutschkow leitete den KGB. Auch er nahm a dem Putsch teil. Er wurde verurteilt und später amnestiert.
Nach und nach wurde durch Gorbatschows Politik von Glasnost (Transparenz) und Perestroika (Umgestaltung) die wirtschaftliche und politische Krise offengelegt. Auch in der Bevölkerung wurde nun immer offener Kritik geäußert am System, an das wie an das Papiergeld niemand mehr glaubte und während dessen die Lebensmittel schwer erhältlich und rationiert waren. 
Die Nomenklatura war anfangs überzeugt, durch aktive Mitarbeit die Kontrolle über die Entwicklung behalten zu können. Sie wurde von der Eigendynamik der Entwicklung überrollt.

### Außenpolitik
Die Außenpolitik wurde in dieser Zeit im Wesentlichen von Gorbatschow und dem Außenminister von 1985 bis 1990 Eduard Schewardnadse getragen.

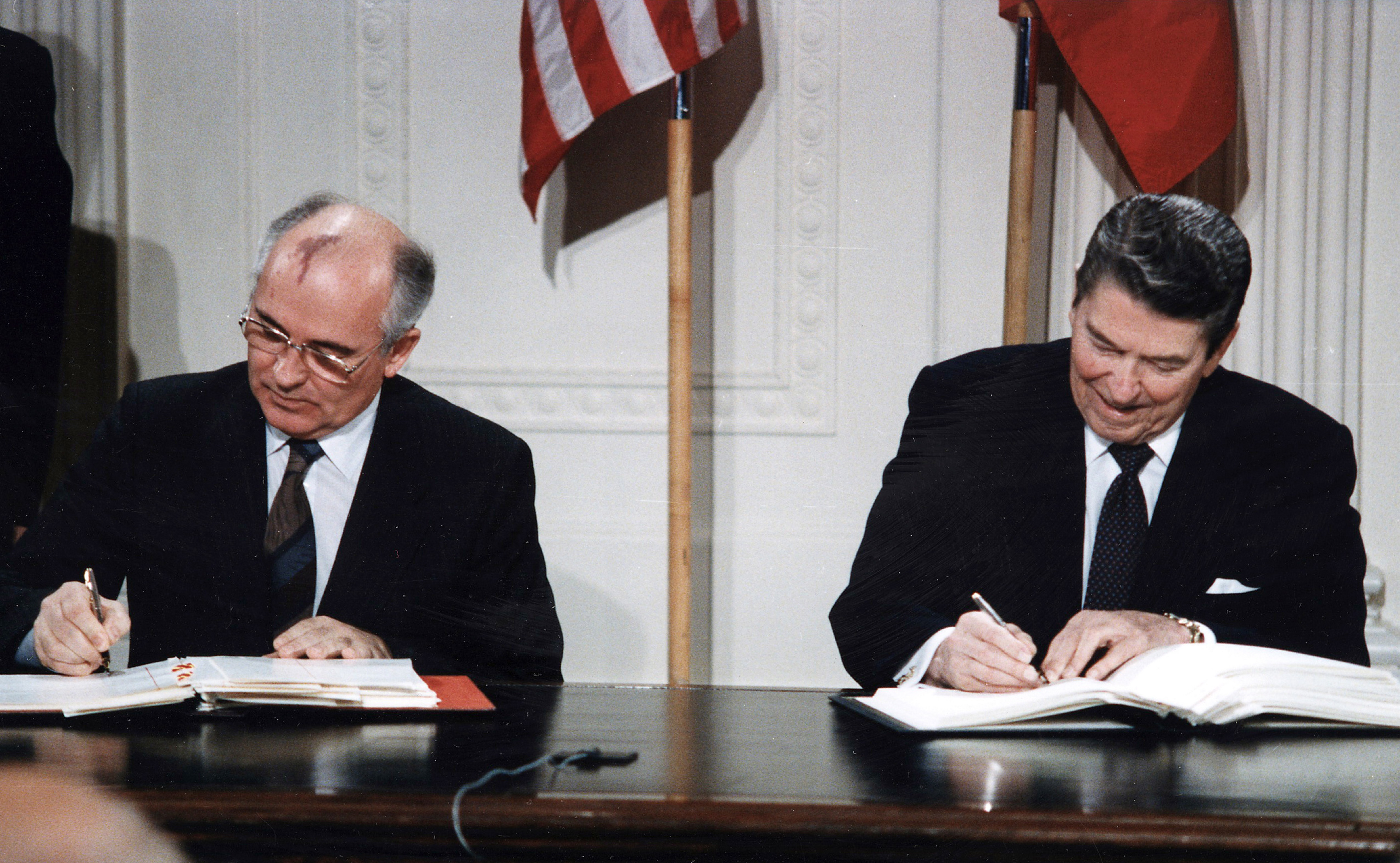
Reagan (rechts) und Gorbatschow unterzeichnen 1987 den INF-Vertrag im Weißen Haus.

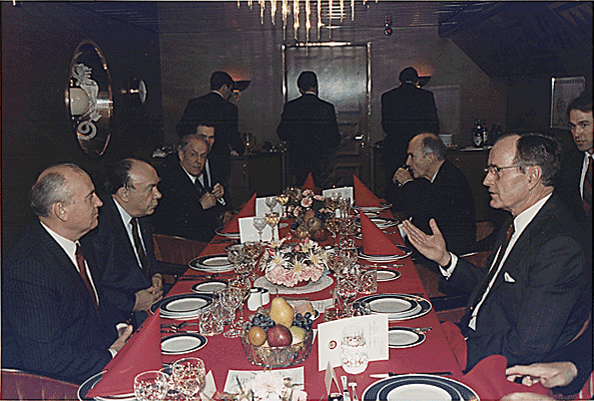
Gipfeltreffen in Malta, 1989: Bush und Gorbatschow im Gespräch

Nach der Genfer Gipfelkonferenz (1985), dem Gipfeltreffen in Reykjavík vom Oktober 1986, dem Moskau-Besuch von US-Außenminister George Shultz im April 1987 und dem Staatsbesuch Gorbatschows im Dezember 1987 in Washington, D.C., konnten bis April 1988, beim Gegenbesuch des US-Präsidenten Ronald Reagan in Moskau, zwischen der UdSSR und den USA entscheidende Schritte für eine nukleare Abrüstung und für eine Entspannung zwischen den Großmächten eingeleitet werden (→ INF-Vertrag).
Im Oktober 1988 verkündete Gorbatschow in der so bezeichneten Sinatra-Doktrin, dass die Sowjetunion die Breschnew-Doktrin aufgebe, und erlaubte den osteuropäischen Staaten, mehr Demokratie einzuführen. Schon während seiner Ernennung zum Präsidenten hatte Gorbatschow, anlässlich der Beerdigung seines Vorgängers, den Staatschefs der osteuropäischen Staaten mitgeteilt, dass er die Breschnew-Doktrin nicht praktizieren werde. Die neuen Freiheiten führten zu einer Reihe überwiegend friedlicher Revolutionen im Jahr 1989 in Osteuropa. Sie beendeten den Kalten Krieg, womit der „Eiserne Vorhang“ fiel, und ermöglichten die deutsche Wiedervereinigung, an dessen formellen Ergebnissen die UdSSR maßgeblich beteiligt war.
In Malta (Juli 1989) und Washington (Mai 1990) wurde dieser Dialog zwischen US-Präsident George Bush sen. und Gorbatschow fortgesetzt und durch Wirtschaftsfragen ergänzt und die UdSSR – zunächst vorläufig – in die Gespräche der G7-Staaten (Deutschland, Frankreich, Großbritannien, Italien, Japan, Kanada, USA) einbezogen.
Auch die erfolgreichen KSZE-Nachfolgeverhandlungen führten 1989 zu der Verbesserung der Beziehungen zwischen den beteiligten Staaten aus Europa und Nordamerika. Ab Sommer 1990 gab es Treffen zur Vorbereitung des Nordatlantischen Kooperationsrats (NAKR), um eine echte Partnerschaft zwischen dem Nordatlantischen Bündnis und den Staaten Mittel- und Osteuropas aufzubauen.
Der 1979 begonnene Sowjetisch-Afghanische Krieg fand 1989 mit dem Rückzug der Truppen ein Ende.

### Auflösung der Sowjetunion
Am 17. März 1991 fand das einzige Referendum der Sowjetgeschichte über einen Neuen Unionsvertrag statt: Die ehemaligen baltischen Unionsrepubliken hatten sich jedoch schon am 11. März 1990 (Litauen), sowie am 20. und 21. August 1990 (Estland und Lettland) für unabhängig erklärt. Armenien, Georgien und Moldau führten das Referendum nicht durch, einzelne Parteien und das Militär führten es dort provisorisch durch. Am 9. April 1991 erklärte sich Georgien für unabhängig.
Einen Tag vor Unterzeichnung des neuen Unionsvertrags fand der Augustputsch in Moskau statt, in welchem das Staatskomitee für den Ausnahmezustand, eine Gruppe von Funktionären der KPdSU, ihren Präsidenten Gorbatschow vorübergehend absetzte und versuchte, die Kontrolle über das Land zu erlangen. Obgleich der Putschversuch in nur drei Tagen scheiterte und Gorbatschow wieder eingesetzt wurde, beschleunigte das Ereignis den Zerfall der Sowjetunion.
Unabhängigkeitserklärungen folgten am 24., 25., 27. und 31. August 1991 durch die Ukraine, Belarus, Moldau und Kirgisistan, am 1., 9. und 21. September 1991 Usbekistan, Tadschikistan und Armenien, am 18. und 27. Oktober 1991 Aserbaidschan und Turkmenistan sowie am 16. Dezember 1991 Kasachstan. Die Russische Sozialistische Föderative Sowjetrepublik, die schon im Juni 1990 ihre Souveränität, nicht aber ihre Unabhängigkeit verkündet hatte, erklärte im Dezember 1991 die formale Auflösung der Sowjetunion, was die Überleitung der Außenbeziehungen der alten Sowjetunion auf die neu entstandene Russische Föderation erleichterte.
Boris Jelzin, der in der ersten demokratischen Präsidentschaftswahl des Landes am 12. Juni 1991 zum Präsidenten Russlands gewählt wurde, übernahm die Kontrolle über Medien und Schlüsselministerien. Schrittweise demontierte und entmachtete er Präsident Gorbatschow, der am 25. Dezember 1991 als Präsident der UdSSR zurücktrat und die Amtsgeschäfte an Jelzin als Präsidenten der Russischen Föderation übergab. Symbolträchtig wurde um 19:32 Uhr Moskauer Zeit die seit 1917 über dem Moskauer Kreml wehende Flagge der Sowjetunion mit Hammer und Sichel eingeholt und die weiß-blau-rote Flagge Russlands aufgezogen.
Schließlich vollzog der Oberste Sowjet am 26. Dezember 1991 per Beschluss die Auflösung der Sowjetunion als Völkerrechtssubjekt. Die völkerrechtlichen Rechte und Pflichten der Sowjetunion übernahm – unter Jelzins Führung – die Russische Föderation als der Fortsetzerstaat der UdSSR (état continuateur), welcher völkerrechtlich identisch zur Russischen Sozialistischen Föderativen Sowjetrepublik ist, wodurch auch der sowjetische Sitz im Sicherheitsrat der Vereinten Nationen an Russland fiel. Mit dem Ablauf des 31. Dezember 1991 hörte die Sowjetunion auf zu existieren.
Eine spätere Nichtigkeitserklärung der russischen Duma vom 15. März 1996, die von der KPRF beantragt wurde und eine Mehrheit erlangte, blieb folgenlos.
Es blieben die nunmehr 15 souveränen Staaten der Union. Die Gemeinschaft Unabhängiger Staaten wurde am 8. Dezember 1991 durch eine Vereinbarung der Staatsoberhäupter Russlands, der Ukraine und Belaruss und durch den Beitritt von acht weiteren Nachfolgestaaten der Sowjetunion – Armenien, Aserbaidschan, Kasachstan, Kirgisistan, Republik Moldau, Tadschikistan, Usbekistan – gegründet. 1993 trat auch Georgien der GUS bei.
Nach der Jahrtausendwende hat die GUS deutlich an Bedeutung verloren. Turkmenistan ist seit 2005 nur noch beigeordnetes Mitglied. Georgien verließ de facto 2008 die GUS. Die Ukraine sah sich von 2008 bis 2014 nur noch als Teilnehmerstaat und nicht Mitgliedstaat; am 19. März 2014 erklärte sie ihren Austritt. Laut Artikel 9 des GUS-Statuts wird ein Austritt 12 Monate nach dessen schriftlicher Ankündigung beim Depositar des Statuts (Belarus) wirksam.